# Dřezovec trojtrnný
Dřezovec trojtrnný (Gleditsia triacanthos) je druh stromu z čeledi bobovitých. Vědecké rodové jméno dostal podle německého botanika Johanna Gottlieba Gleditsche žijícího v letech 1714–1786. Druhové jméno vědecké i národní je dáno uspořádáním trnů rostliny do skupin většinou po třech. Beztrnná forma je Gleditsia triacanthos var. inermis (viz níže).
Na rozdíl od ostatních bobovitých nefixuje dusík.

## Pojmenování

### Vědecká synonyma
Acacia triacanthos Gron., Acacia villaregalis, Caesalpiniodes triacanthum (L.) Kuntze, Gleditschia triacanthos L., Gleditsia amorphoides hort., G. brachycarpa, G. brachycarpos, G. bujotii, G. ferox, G. flava, G. heterophylla Raf, G. meliloba, G. polysperma, G. sinensis hort., G. spinosa, G. triacanthos brachycarpos, Melilobus heterophylla.

### Národní jména
- česká jména: dřezovec dlouhý (Presl 1846), dřezovec trojtrnný (Dostál 1950, Kubát 2002); lidové názvy: dragant, gledičie, tragant.[4]
- slovenské jméno: gledíčia trojtŕňová (Dostál 1950).

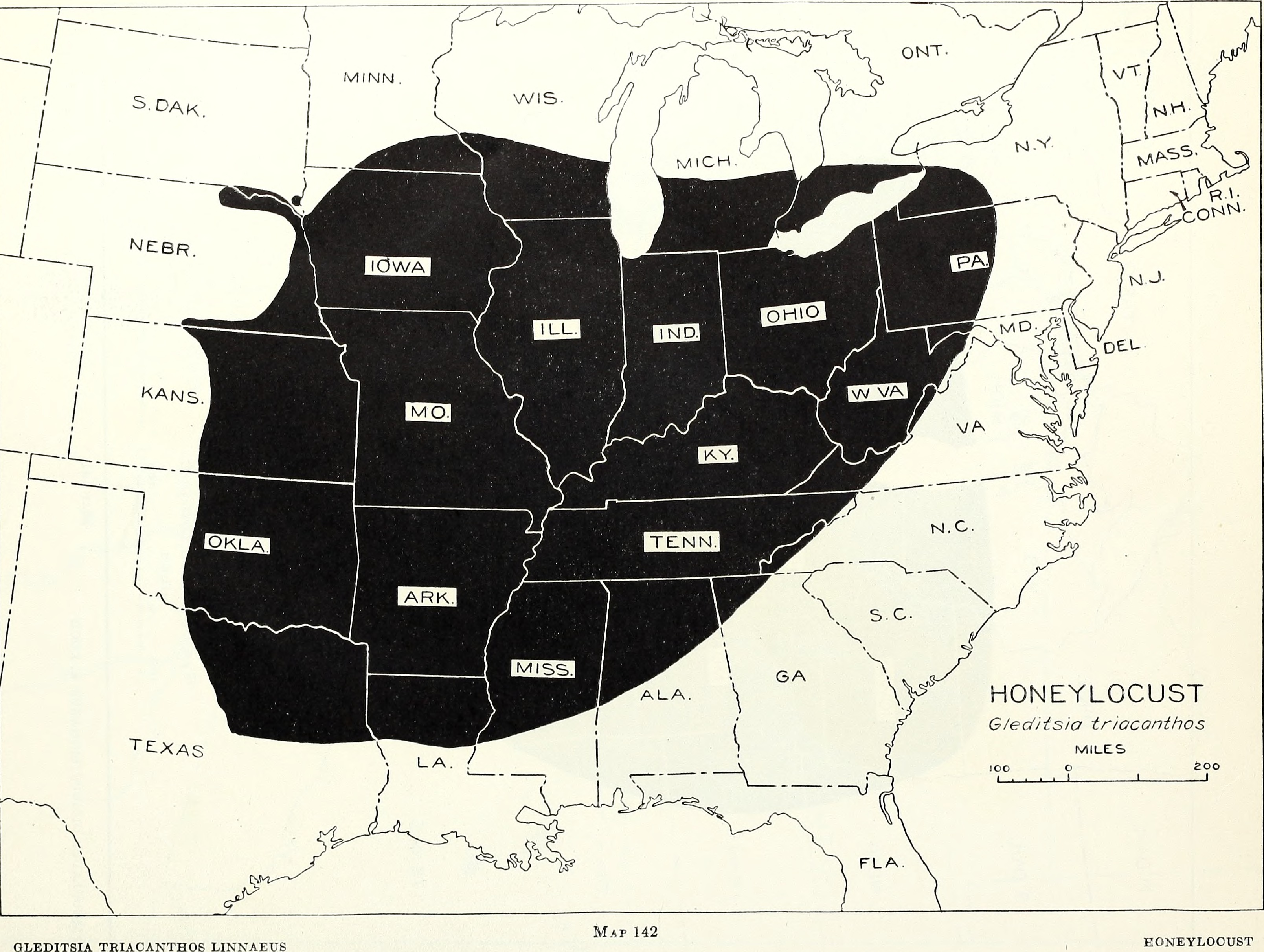
Rozšíření dřezovce trojtrnného v USA v roce 1938

## Popis
Opadavý listnatý strom vysoký až nad 40 metrů. Korunu má většinou úzkou, v horní části rozšířenou a mírně klenutou. Poměrně slabé větve jsou šikmo vystoupavé a vzpřímené, zřídka převislé. Borka je tmavě šedohnědá nebo červenavá, zpočátku hladká, později členěná v úzké ploché pláty; kolem nich jsou plochá, poměrně šupinatá žebra a brázdy. Nápadné jsou chomáče rozvětvených trnů dlouhých až 20 cm, uspořádaných většinou ve skupinách po třech – odtud druhové jméno triacanthos, trojtrnný. Letorosty jsou světle až temně hnědé, lesklé. Starší větévky mívají trojdílné lesklé hnědé až 8 cm dlouhé a ostře zahrocené trny. Trny vyrůstají někdy i na kmeni vzrostlého stromu.
Listy jsou střídavé, 14–25 cm velké, jednou až dvakrát sudozpeřené, s 16 až 30 podlouhle vejčitými lístky; lístky jsou zaoblené nebo tupě zašpičatělé, na obvodu celokrajné nebo jemně vroubkované.
Drobné jednopohlavné nebo mnohomanželné květy se objevují zároveň s listy nebo po vyrašení listů (v ČR v červnu). Tvoří 4–5 cm dlouhé vzpřímené hrozny. Zelenavé až žlutavé květy mají 3–5 kališních cípů a 3–5 korunních plátků.Jsou atraktivní pro opylovače a údajně voní po perníku.
Plodem je plochý řemenovitý lusk asi tři centimetry široký a 20–30 (30–50) cm dlouhý, někdy rovný, jindy srpovitě zahnutý, často zkroucený, po uzrání hnědý až fialovohnědý. Při dozrávání tvoří uvnitř sladkou rosolovitou hmotu a vydává silnou sladkou vůni, čímž láká dobytek a další spásače. Obsahuje početná světle hnědá smáčklá oválná nebo eliptická 7–10 mm velká semena. Semena tvoří velkou semennou banku, obvykle se udrží v přetrvávajících luscích několik let. Jsou však klíčivá jen ve skutečně teplých oblastech (např. v jižní Francii).
Kořenový systém je adaptivní, umožňuje stromu růst v nižší i vyšší poloze. Kůlový kořen je dobře vyvinutý, tlustý a dlouhý; málo rozvětvené vedlejší kořeny jsou rovněž dlouhé a tlusté.
Dřevo má podobné vlastnosti jako akátové. Je pevné, trvanlivé a obtížně se opracovává. Užívá se zejména při stavbě mostů, vodních staveb, ke zhotovování vzpěr, pražců aj.
Je tolerantní k půdnímu typu, preferuje lehčí půdu, jinak je na kvalitu půdy nenáročný, snáší sušší i vlhká, kyselá i zásaditá stanoviště na plně osluněném stanovišti, dobře roste i v městském prostředí, toleruje posypovou sůl, snáší letní přísušky, na které může reagovat opadem listů. Protože má křehčí dřevo, je vhodné chráněné stanoviště. K rozmnožování vyžaduje plné nebo téměř plné oslunění.
Stejný druh jako jako druh původní – ovšem beztrnný nebo s ojedinělými slabými a jednoduchými trny – je forma Gleditsia triacanthos var. inermis. Je vysoký 10–20 m a koruna má šířku 15–25 m.

## Původní areál, ekologie, rozšíření
Původním areálem je střední a východní Severní Amerika, resp. USA kromě severozápadu. Areál patrně rozšířili Indiáni, kteří sušili lusky, drtili sušenou dužinu a používali ji jako sladidlo a zahušťovadlo. Někteří domorodci jedli vařená semena nebo je pražili a používali jako náhražka kávy. Lusky a semena požírá dobytek, a protože jsou krmivem s vysokým obsahem bílkovin, vysazuje se strom kolem pozemků, na kterých se chovají hospodářská zvířata. Lusky nebo semeny se živí také jelenovití, vačice, veverkovití, králíci, křepelky, vrány a špačci.
Dřezovec trojtrnný nesnáší stín a množí se především v otevřené krajině a na okrajích lesů. Roste rychle a dožívá se okolo 125 let. Schopnost šířit se pastvinami a prérií souvisí patrně s tolerancí vůči suchu. (Jednotlivé stromy byly zaznamenány i v místech se srážkami nižšími než 355 mm za rok. Ovšem beztrnná forma Gleditsia triacanthos f. inermis v tzv. městském lese potřebuje o ±50 % vody více než strom obklopený stejnorodým vegetačním pokryvem.)
Vysoká genetická variabilita umožňuje dřezovci trojtrnnému přizpůsobit se různým podmínkám původního areálu. Roste na dobře odvodněných místech, v horských lesích, na skalnatých svazích, neobdělávaných pozemcích a také v blízkosti říčních niv a ve vlhkých nížinách. V nížinách je dřezovec pionýrský druh. Obvykle se vyskytuje v nadmořské výšce do 760 m, ale místy až ve výšce 1500 m n. m. Zvláště severní rasy jsou velmi mrazuvzdorné (odolávají až −34 °C), zatímco jižní jsou výživnější pro dobytek. V oblastech prérií s častým výskytem požárů je kvůli tenké kůře snadno poškozován ohněm a ustupuje z druhové skladby. Ovšem po občasných požárech regeneruje. Obnaženou půdu kolonizuje semeny a kořenovými výstřelky.
Druh se přirozeně kříží se sympatricky rostoucím dřezovcem vodomilným (Gleditsia aquatica) za vzniku hybridogenního taxonu Gleditsia ×texana.
Začíná plodit v 10 letech a schopnost fruktifikace si udržuje do 100 let s optimem mezi 25–75 lety. Určitá úroda se dostavuje téměř každoročně, bohatá s periodou 2–3 roky. Část semen klíčí v 1. a 2. roce, ale jiná přečkávají v dormanci po mnoho let. Klíčivost se zvyšuje po průchodu trávicím traktem ptáků či savců. Dřezovec hojně zmlazuje z pařezů i kořenů a má tendenci k invaznímu šíření a vytváření neproniknutelných trnitých houštin. Při silném nebo nárazovém větru trpí výlomem silných větví.
Autoři Novotný, Fulín a Bažant uvádějí že dřezovec trojtrnný není postihován žádnou zvláště závažnou nemocní; významnější rakovinu kmene může vyvolat rážovka rumělková (Nectria cinnabarina) a Thyronectria austroamericana. Ztrátu listů (defoliaci) může způsobit motýl Homadaula anisocentra. Jiný motýl, štětconoš Orgyia leucostigma je významným listožravým hmyzem, stejně jako ploštice Diaphnocoris chlorionis a Orthotylus robiniae, strašilka Diapheromera femorata a křísek Empoasca pergandei. Místy poškozuje listy bejlomorka dřezovcová (Dasineura gleditschiae). Za horkého a suchého počasí nebo při větší ztrátě listů může strom napadnout roztoč Platytetranychus multidigituli. Škody způsobené uvedenými houbami nebo živočichy nejsou pro dřezovec fatální, ale oslabují ho a zpomalují růst. Semena dřezovce napadá více druhů hmyzu, zejména z čeledi zrnokazovití. V regionech s teplým a suchým létem může významně ovlivnit klíčivost semen zrnokaz Megabruchidius tonkineus.
Dřezovec trojtrnný je původní v následujících 42 amerických zemích:

Alabama, Arkansas, Connecticut, Delaware, District of Columbia, Florida, Georgia, Illinois, Indiana, Iowa, Jižní Dakota, Jižní Karolína, Kansas, Kentucky, Louisiana, Maine, Maryland, Massachusetts, Mexico SV a SZ, Michigan, Minnesota, Mississippi, Missouri, Nebraska, Nevada, New Hampshire, New Jersey, New York, Ohio, Oklahoma, Pennsylvania, Rhode Island, Severní Dakota, Severní Karolína, Tennessee, Texas, Utah, Vermont, Virginie, Wisconsin, Wyoming, Západní Virginie.

### Použití v původním areálu
Dostupné informace o použití nejsou spolehlivé, protože zdroje zpravidla nerozlišují, zda tím či oním způsobem byly části rostliny používány v minulosti (zpravidla původním obyvatelstvem Ameriky nebo osadníky), nebo se místy používají dosud. Provozovatelé webových stránek informace přejímají jeden od druhého a zdroj neuvádějí. Jisté je, že se dřezovec trojtrnný, resp. jeho plody využívaly především jako krmivo pro hospodářská zvířata. Dozrávající lusky obsahují sladkou rosolovitou hmotu a vydávají silnou sladkou vůni, čímž lákají dobytek a další spásače. Sladkou dužinu vyškrabanou z lusků bylo možné používat jako sladidlo a uvádí se, že lusky se používaly k výrobě likéru. Severoameričtí indiáni užívali pupeny dřezovce při poruchách zažívání a čaj z kůry proti černému a obyčejnému kašli, proti horečce a planým neštovicím. Američtí osadníci připravovali z kaše plodů nápoj podobný pivu a v dobách nouze používali jako náhražku kávy pražená semena. Semena jsou jedlá, lze je vařit a přidávat do salátů nebo se zelená servírují jako příloha k masu. Ze semen lze získávat gumovitou hmotu a využít ji jako náhradu arabské gumy a tragantu v potravinách a hygienických prostředcích. Zatím však příliš využívána není.
Ze semen se vyrábělo také zahušťovadlo používané při tisku textilií. Dřevo se lokálně používalo k výrobě luků, k výrobě nářadí, okenních rámů a parapetů, palet a přepravek, ve stavebnictví, na dřevěné uhlí, řezivo, palivo aj. Stromy se vysazovaly jako přirozené oplocení pozemku, jako obranný živý plot, větrolam či k protierozní ochraně půdy. Dřezovec lze obhospodařovat jako pařezinu. Stromy se vysazují také kvůli stínu a jako okrasná rostlina. Lze předpokládat že i dlouhé tvrdé trny našly upotřebení (např. ve středověku při spojování a sešívání materiálů). V Provence, resp. v Languedocu se dlouhé trny používaly k vyjímání hlemýžďů z ulity, odtud i v provensálštině lidový název pro dřezovec trnitý l’arbre aux escargots, šnečí strom. Údajně bylo možné i vyrývat na trny jména hostů. Trnitá koruna poskytuje bezpečné útočiště drobným ptákům, chrání ptačí hnízda před kočkami, které trny neproniknou. Výhodou je i pozitivní vliv na včelařství.

## Rozšíření
Od roku 1600 byl dřezovec trojtrnný sekundárně rozšířen po celé Severní Americe. Později byl introdukován do Evropy a mírného pásu Jižní Ameriky. V současnosti se vyskytuje i v Africe, jižní a jihovýchodní Asii, Austrálii a Oceánii. Přestože v přirozeném areálu roste do nadmořské výšky 760 m, v oblastech druhotného výskytu může dosahovat až 2200 m n. m., resp. 2500 m n. m.
Zavlečen byl do 58 zemí (J – jih, JV – jihovýchod, S – sever, SV – severovýchod, SZ – severozápad):

Aljaška, Argentina SV a SZ, Arizona, Austrálie J, Baltské státy, Bělorusko, Bulharsko, Čína JV, Colorado, Česko, Francie, Himálaje (v SZ Indii a S Pákistánu), Idaho, Indie, Irák, Itálie, Kalifornie, Kapsko, Kavkaz (Jižní Kavkaz, Severní Kavkaz), Kazachstán, Kyrgyzstán, Krym, KwaZulu-Natal, Lesotho, Maďarsko, Mexiko JV, Montana, Mosambik, Německo, Nové Mexiko, Nový Jižní Wales, Nové Skotsko, Ontario[nepřesný odkaz], Pákistán, Portugalsko, Queensland, Rakousko, Rumunsko, Rusko evropská část (J a centrální), Rwanda, Severní provincie, Saúdská Arábie, Severní Kavkaz, Svobodný stát, Španělsko, Tádžikistán, Jižní Kavkaz, Turkmenistán, Uganda, Ukrajina, Uruguay, Uzbekistán, Victoria[nepřesný odkaz], Washington[nepřesný odkaz], Zimbabwe.
V Austrálii (v Queenslandu, Novém Jižním Walesu a Victorii) a v USA, zejména ve státech Kalifornii a New Yorku je považován za plevelný druh.

## Kultivary dřezovce trojtrnného
Vypěstovány jsou desítky kultivarů, často beztrnných. Informace o kultivarech běžněji dostupných v ČR (Gleditsia triacanthos 'Elegantissima', G. t. 'Moraine', G. t. 'Pendula', G. t. 'Rubylace', G. t. 'Skyline', G. t. 'Sunburst') jsou uvedeny níže.
- Gleditsia triacanthos 'Beatrice' – beztrnný, obvykle neplodí, při vrcholku široce rozkladitý, tvarem podobný americkému jilmu;
- Gleditsia triacanthos 'Brownii' – zvolna rostoucí s rovným kmenem a větvemi, bez převisajících větví;
- Gleditsia triacanthos 'Calhoun' – lusky obsahují 36 % cukru na sušinu; původní strom je trnitý exemplář;
- Gleditsia triacanthos 'Christie' – výjimečně odolný beztrnný strom s šířkou až 15 m, vzpřímený, okrouhlý; listy zelené, na podzim žluté;
- Gleditsia triacanthos 'Cluster' – kultivar s množstvím lusků ve svazečku;
- Gleditsia triacanthos 'Columnaris' – stromy krásně sloupovitého habitu, původní strom roste v parku v sídle Lowen v Belgii;
- Gleditsia triacanthos 'Continental' – robustní a vzrůstný strom s úzkou korunou a silnými větvemi; beztrnný, pravděpodobně neplodí; listy tmavě modrozelené;
- Gleditsia triacanthos 'Emerald Cascade' – strom výšky a šířky 5 m s převislými větvemi; listy sytě zelené, na podzim žluté;
- Gleditsia triacanthos 'Emerald Lace' – rychle rostoucí, s neobvyklými listy, které jsou zkroucené a zřasené;
- Gleditsia triacanthos 'Fairview' – silný robustní strom podobný kultivaru 'Moraine', ale mnohem silnější;
- Gleditsia triacanthos 'Gadsden' – samčí strom;
- Gleditsia triacanthos 'Goldworth' – strom s tlustými lusky s vysokým obsahem cukru;
- Gleditsia triacanthos 'Green Arbor' – beztrnný, netvoří semena, listy jsou velké, pevné, koruna oválná, v dospělosti dost hustá;
- Gleditsia triacanthos 'Green Glory' – habitus široce pyramidální, hustý, se středovým hlavním kmenem; listy tmavě zelené, silné; zůstávají dlouho na stromech ;
- Gleditsia triacanthos 'Halka' – rychle rostoucí okrouhlý strom výšky až 12 m, s mohutným habitem, koruna symetrická, větvení horizontální;
- Gleditsia triacanthos 'Hartselle' – téměř beztrnný, prašníkový strom;
- Gleditsia triacanthos 'Imperial' – beztrnný strom vysoký 9–10 m s řidší, široce okrouhlou korunou, která je elegantně rozkladitá; větve symetricky rozprostřené, téměř v úhlu 90 °, listy svěže zelené, plodí výjimečně;
- Gleditsia triacanthos 'Lake’s No. 1' – malý a rozkladitý beztrnný strom až 9 m vysoký;
- Gleditsia triacanthos 'Majestic' – beztrnný strom vysoký 18–20 m, se symetrickou rozbíhavě široce sloupovitou korunou; listy jsou tmavě zelené, květy někdy mnohomanželné (polygamické); strom je výjimečně elegantní;
- Gleditsia triacanthos 'Maxwell' – strom s hezkým habitem, bez semen a bez lusků;
- Gleditsia triacanthos 'Millwood' – původní strom je beztrnný, lusky obsahují 31 % cukru v sušině;
- Gleditsia triacanthos 'Nana' – malá kompaktní forma, křovinatá nebo stromovitá; lístky poměrně krátké a široké, tmavozelené;
- Gleditsia triacanthos 'Northern Acclaim' – široce pyramidální, asi 14 × 11 m velký strom s listy středně zelenými, na podzim žlutými;
- Gleditsia triacanthos 'Orr' – vzrůstný a téměř beztrnný strom;
- Gleditsia triacanthos 'Pin Cushion' – neobvyklý kultivar, tmavě zelené listy tvoří svazečky rozmístěné v rozestupech podél větví;
- Gleditsia triacanthos 'Royal Green' – strom se vzpřímeným habitem a rovným kmenem; kompaktní;
- Gleditsia triacanthos 'Seiler' – široce rozkladitý velký strom, téměř zcela bez semen;
- Gleditsia triacanthos 'Shademaster' – beztrnný strom se vzpřímeným habitem a rovným silným kmenem, má symetrickou rozbíhavě široce sloupovitou korunu; špička letorostů, resp. výhonů je mírně převisající, listy jsou tmavě zelené; neplodí, resp. plody nejsou známy;
- Gleditsia triacanthos 'Skymaster' – habitus pyramidální; listy tmavě zelené, lístky velké;
- Gleditsia triacanthos 'Speczam' – žluté olistění;
- Gleditsia triacanthos 'Stephens' – beztrnný, rovně rostoucí a symetrický strom;
- Gleditsia triacanthos 'Street Keeper' – sloupovitý až úzce vejcovitý strom s dominantním středovým kmenem; připomíná kultivar 'Elegantissima' ve stáří, je ale užší a hustší; listy jsou tmavě zelené, na podzim žluté; ve věku 50 let dosahuje velikosti asi 14 × 5–6 m a je vhodný do uličního stromořadí; neplodí;
- Gleditsia triacanthos 'Strickler' – lusky mají 31 % cukru, ale dost trpkou chuť;
- Gleditsia triacanthos 'Summer Lace' – vzpřímeně větvený habitus, silně rostoucí; olistění světle až tmavě zelené;
- Gleditsia triacanthos 'Summergold' – široce pyramidální strom; listy krajkovitého vzhledu, v mládí zlaté, později zelené;
- Gleditsia triacanthos 'True Shade' – beztrnný vzrůstný strom vysoký až 15 m, s korunou široce oválnou a větvením v úhlu do 45 °; má temnou lesklou kůru, světle zelené listy, na podzim zlaté a samčí (prašníkové) květy;
- Gleditsia triacanthos 'Urbana' – beztrnný vzrůstný strom se samčími květy.[19][20]

## Česká republika
Kolem roku 1700 se poprvé objevil v Evropě. V českých zemích je doložen k roku 1804 v zahradě hraběte Malabaila de Canal a v roce 1808 rostl u zámku v Hluboši. V roce 1835 byl údajně vysazen v Praze.
Kultivary se pěstují poměrně často jako okrasná dřevina v parcích, zahradách a alejích, zpravidla jako beztrnná forma. Místy je vysazován také ve větrolamech a jiných krajinných výsadbách jako medonosná dřevina, která dává pyl i nektar. Vhodné kultivary jsou v městském prostředí odolné, tolerují znečištěné ovzduší, zadláždění a posypovou sůl. Sucho snášejí hůře než ve volné krajině.
Občas se objevují zplanělé stromy, nejčastěji v lesích v blízkosti větších měst. První případ zplanění je uváděn v roce 2008. Invaze je hodnocena jako příležitostná (nejnižší stupeň; přechodně zavlečené druhy), v roce 2008 bylo nalezeno 43 jedinců na ploše 12 km × 11,1 km.
Důvody, které hovoří proti vysazování dřezovce trojtrnného v lesích ČR, jsou následující:
- pomalý rozklad opadu, ochuzování půdy;
- netolerantní ke stínu, náchylný na časné mrazy;
- tendence k invaznímu šíření, v ČR je nutná vysoká obezřetnost a aplikace principu předběžné opatrnosti;
- nepříliš vhodný do směsí, silně světlomilný (nízká konkurenceschopnost). jen vtroušen, monokultury na holinách;
- často nelze získat kvalitní sortiment.

Přes řadu pozitivních vlastností převládají rizika – invazibilita, negativní vliv na stanoviště, nevhodný do směsí, spíše nízká produkce. V souvislosti s klimatickými změnami lze předpokládat postupné zvyšování zastoupení dřezovce trojtrnného. Proto by se měly stávající populace stát předmětem cíleného výzkumu.
Dřezovec trojtrnný bývá v ČR napadán hálkotvorným parazitem bejlomorkou dřezovcovou. Nejčastěji bývá napadán kultivar 'Sunburst'. Poškození zpravidla není pro růst dřeviny významné. Pokud vyrašené listy začnou dužnatět a zčervenají, lze rostlinu ošetřit systémovým přípravkem proti cizopasníkům.

### Kultivary nabízené v ČR
Níže uvedené kultivary dostupné v ČR jsou mrazuvzdorné přibližně do −29 °C a všem se lépe daří v teplejších oblastech země a na výsluní (mladé nevyzrálé prýty bývají poškozovány časnými mrazy). Vhodné je vyhnout se převápněné půdě a nutné je vyhnout se místu se souvislým zápojem okolních dřevin, protože dřezovec nesnáší stín. Je na místě konstatovat, že pokud firmy propagují některý z kultivarů, převážně cílí na zisk, nikoli na pravdivost informace. V internetových obchodech se lze například dočíst, že „odrůda saranče medonosného…“ (míněno odrůda dřezovce trojtrnného). Další obchod uvádí mrazuvzdornost −40 °C, jiné obchody uvádějí, že je kultivar „naprosto mrazuvzdorný“ a téměř všechny prezentují fotografie lusků, přestože kultivar neplodí, a někdy fotografie atraktivních trnů, ačkoli je beztrnný. Také informace „středně velký strom dosahující do výšky okolo 6–12 m“ není užitečná, může znamenat „něco mezi 4 a 14 metry“.
Většina kultivarů patří mezi stromy s „lehkým“ stínem, pod nimiž lze zpravidla pěstovat nižší dřeviny nebo byliny.
- Gleditsia triacanthos 'Elegantissima' (syn. Gleditsia triacanthos var. elegantissima, G. t. var. laevis, G. t. 'Bushy', G. t. 'Columnaris') je trpasličí forma, menší beztrnný strom nebo keř s hustým olistěním jasně zelené barvy, s běžnou výškou od dvou do tří metrů (nad 3 m přirůstá velmi pomalu; ve 25 letech je vysoký až 4 m). Habitus má hustý a křovinatý, korunu užší, sloupovitější, časem širší, vejčitější a hustě větvenou. Lístky listů jsou menší; na podzim listy dlouho drží na stromech.[25] K udržování velikosti jej lze jednou za tři až pět let zastřihnout. Zda plodí, botanické webové stránky neuvádějí. (Někteří prodejci uvádějí, že plodí „asi 45 cm dlouhé lusky“, což není pravděpodobné.)[26]

- Gleditsia triacanthos 'Moraine' je strom bez trnů, vysoký 15–20 m, s rozkladitou korunou širokou 10 m. Spodní větve má horizontální až převisající, střední a horní větve ploše vystoupavé, velmi hustě olistěné. Listy na jaře raší pozdě, jsou červenohnědé, stejně jako mladé větvičky. Později jsou listy tmavě zelené, na podzim zlatožluté. Neplodí. Snese kyselé i zásadité stanoviště a toleruje posypovou sůl v městském prostředí. Potřebuje spíše lehčí sušší půdu a raději chráněné stanoviště kvůli lámání větví větrem.[27]

- Gleditsia triacanthos 'Pendula' (syn. Gleditsia triacanthos 'Bujot', G. t. 'Bujotii', G. t. 'Bujotii Pendula', G. t. 'Excelsa Pendula') má korunu protáhle široce vejcovitou, řídkou. Větve jsou obloukovitě převisající, větévky nící (dolů visící). Lístky listů jsou drobnější, dost úzké.[28][29] Kultivar je beztrnný.[30] Zda plodí, není uváděno (lze předpokládat, že nikoli).

- Gleditsia triacanthos 'Rubylace' je kultivar bez trnů, s listy zjara vínově červenými, které s oteplováním přecházejí v čokoládově hnědou a v létě se vybarvují do bronzova (obr. [31]). Většinou roste středně rychle (10–20 cm za rok), i když o něco pomaleji než kultivar 'Sunburst'. Neplodí, lusky tvoří.[14] Na konci zimy lze v bezmrazém období větve zakrátit a korunu tvarovat. Mírné zakracování vede k bohatšímu olistění uvnitř koruny.

- Gleditsia triacanthos 'Skyline' je beztrnný kultivar vysoký 12–20 m, s hlubokým kořenovým systémem. Široce zaoblená koruna (kuželovitá, vejčitá až kulovitá) je široká 7–10 m, kompaktní, s poměrně symetricky kladenými větvemi. Větve odstávají v úhlu 60 °až 90 °, vrchní větve jsou vystoupavé, spodní a střední ploše až téměř vodorovně odstávající. Koruna je středně světlá a mohou pod ní růst rostliny, které mají rády letní přistínění. Listy jsou 1× lichozpeřené nebo sudozpeřené, při rašení mají červenavě bronzový nádech, poté jsou tmavě zelené, na podzim se zbarví do svítivě žluté. Lístky jsou užší než má původní druh. Květy jsou většinou samčí. Neplodí. Uplatňuje se jako uliční a alejový strom, dobře odolává dlážděnému povrchu, toleruje posypovou sůl, vydrží letní přísušky. Patří k nejodolnějším kultivarům, ovšem může být poškozován silným větrem. Roste například v Botanické zahradě v Troji.[32]

- Gleditsia triacanthos 'Sunburst'[33] (syn. Gleditsia triacanthos 'Aurea', G. t. 'Golden', G. t. 'Goldenhalo', G. t. 'Golden West', G. t. 'Inermis Aurea', G. t. 'Suncole', G. t. 'Sunsplash', G. t. inermis aurea) je rychle rostoucí kultivar bez trnů, s široce kónickou korunou (šířka koruny 6–10 m, výška stromu 8–12 m). Zlatožluté listy později pozvolna zelenají a s podzimem žlouznou. Neplodí. Roste například v Botanické zahradě v Troji a v Dendrologické zahradě v Průhonicích.[34]

## Galerie

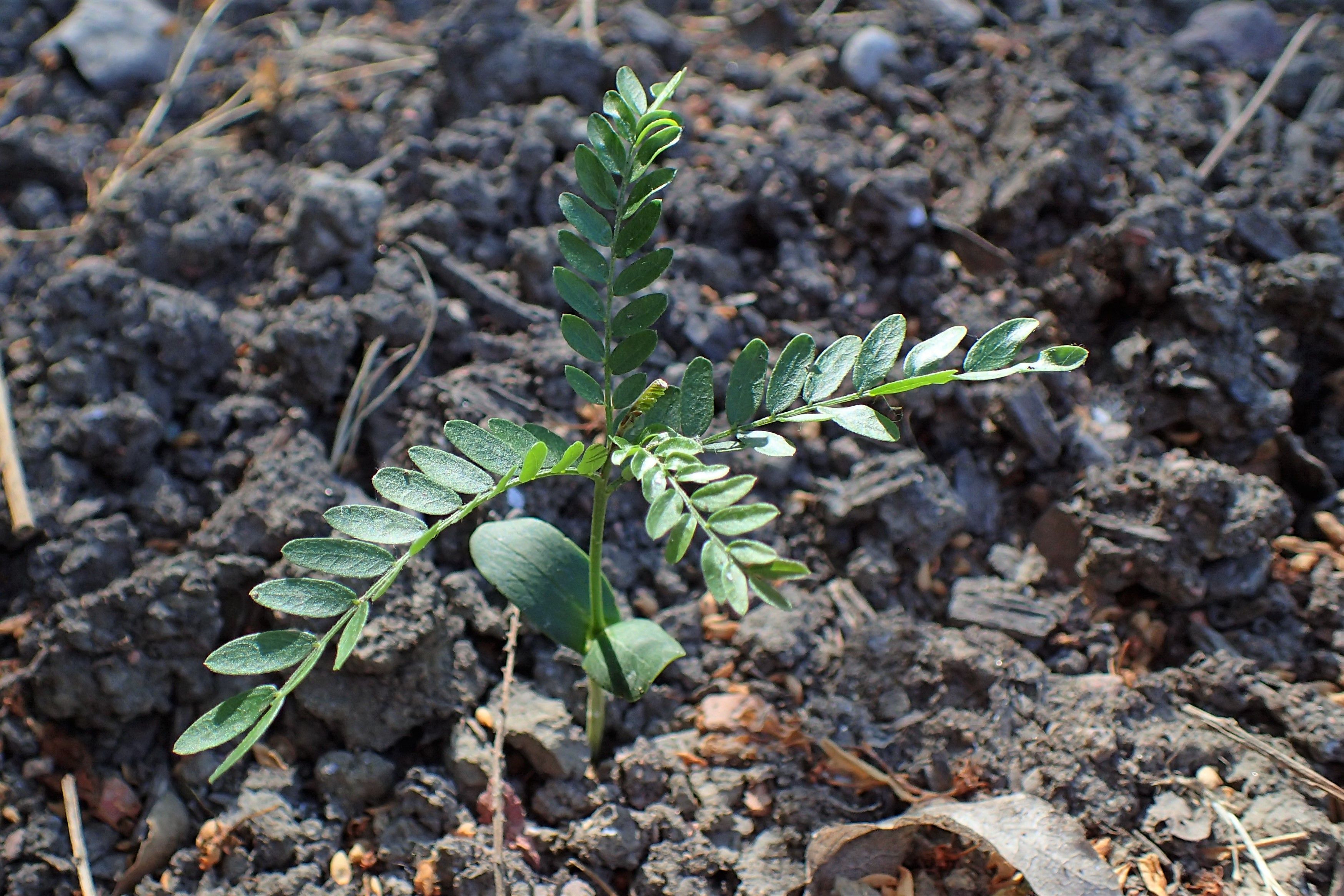
Semenáček; botanická zahrada v Segedínu, Maďarsko
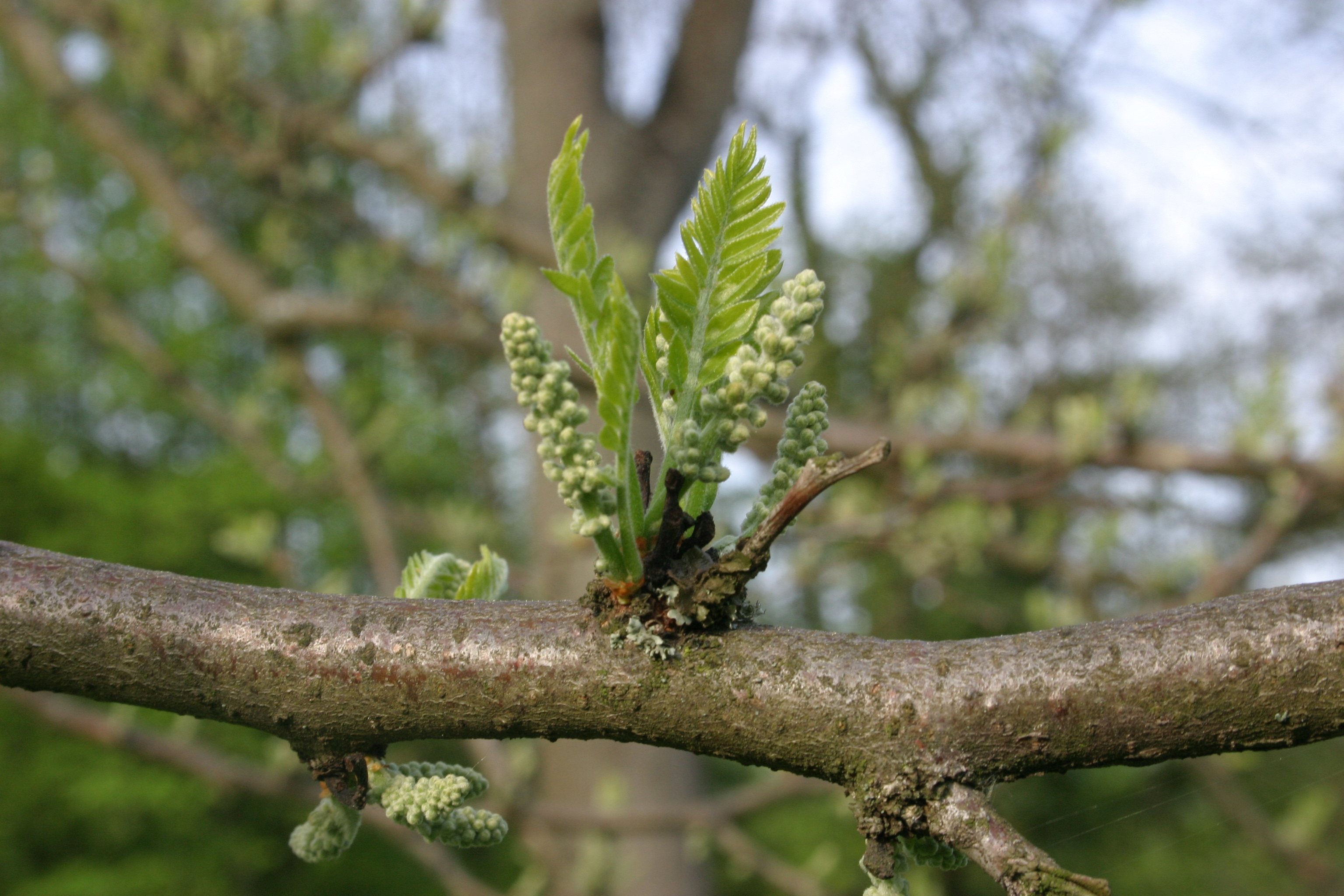
Postavení pučících listů a květenství; Německo, Baden-Baden
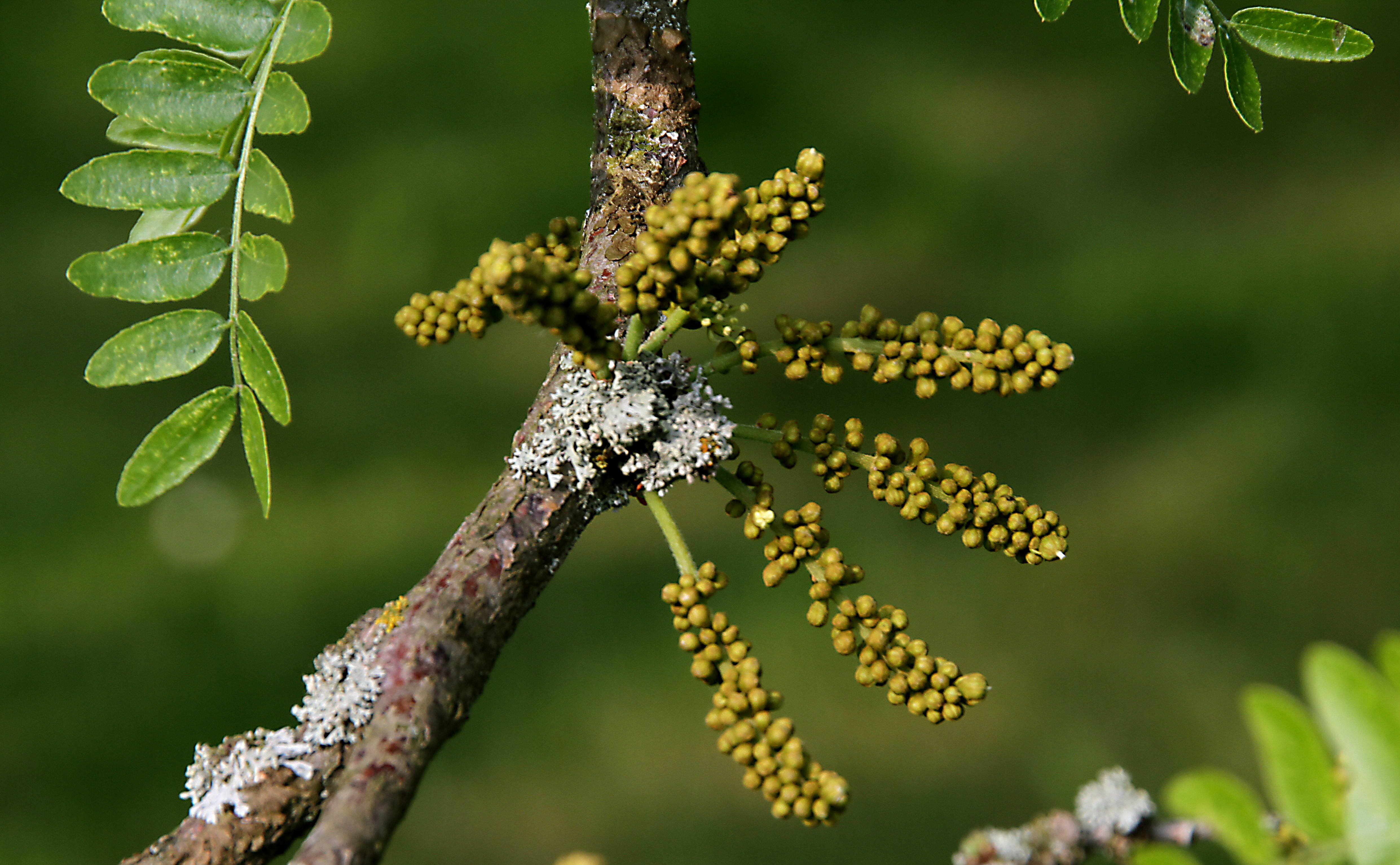
Nerozvité květy; Německo, Baden-Baden
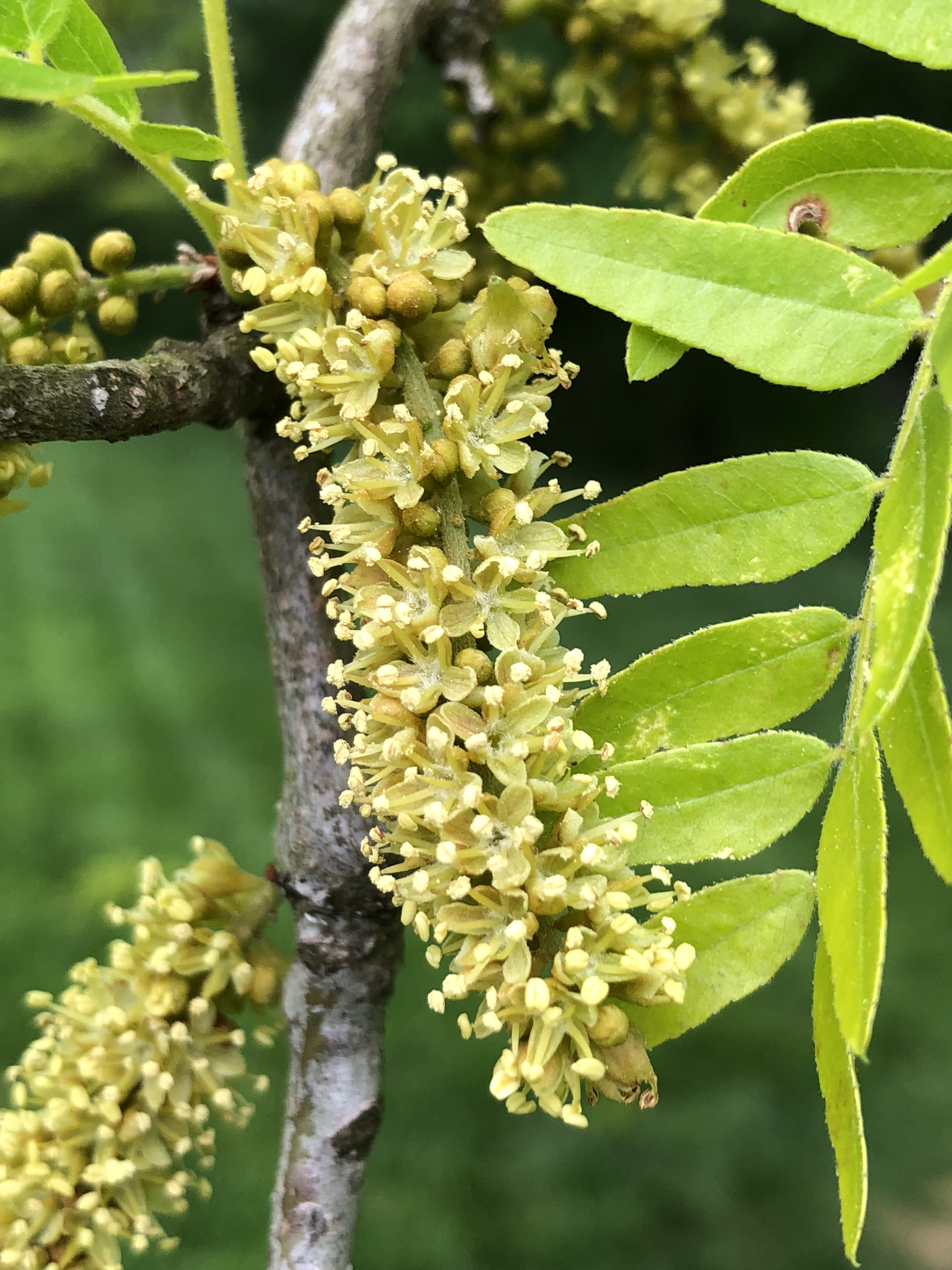
Gleditsia triacanthos 'Sunburst', Virginie, Fairfax County
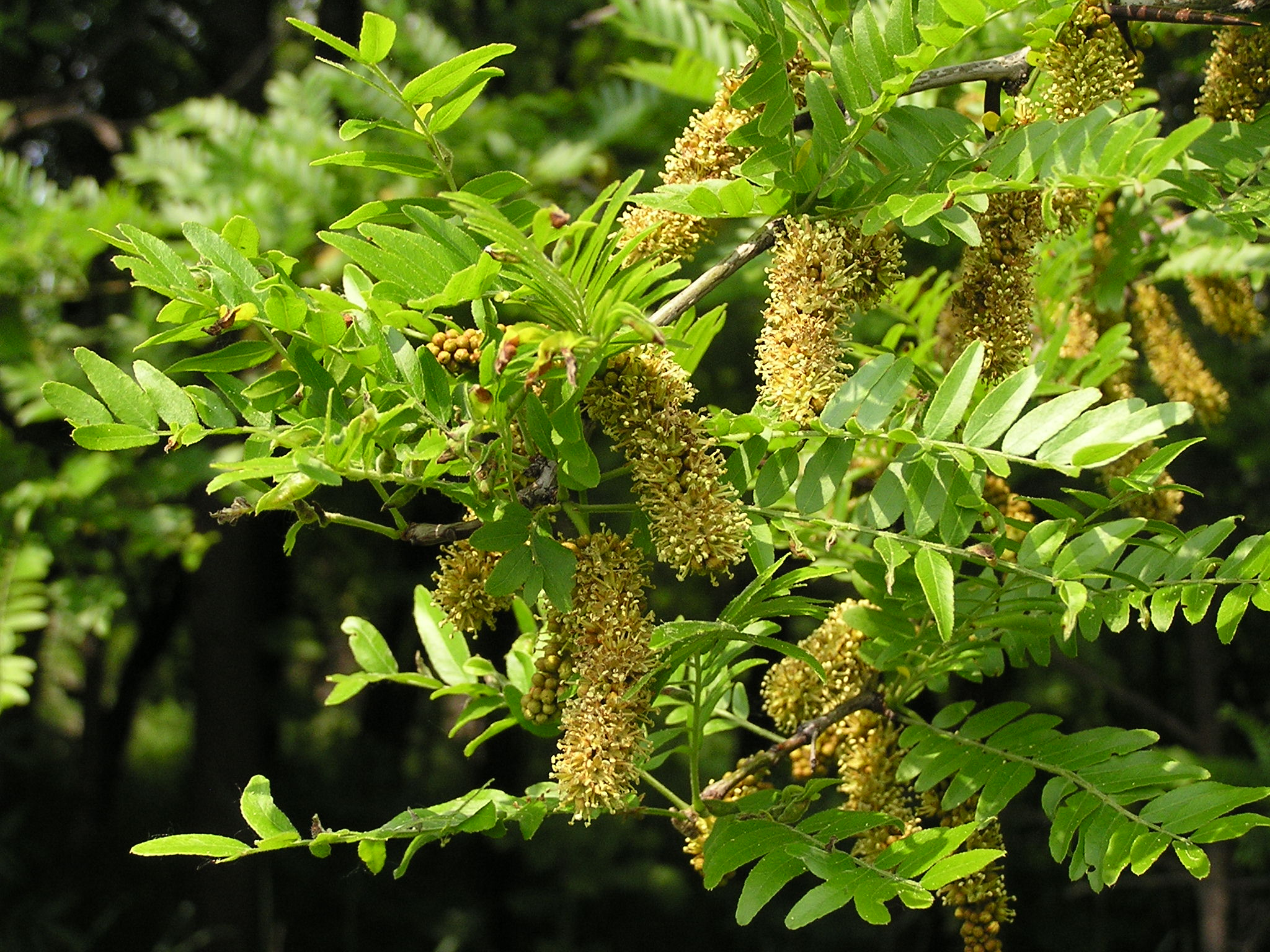
Listy a květy
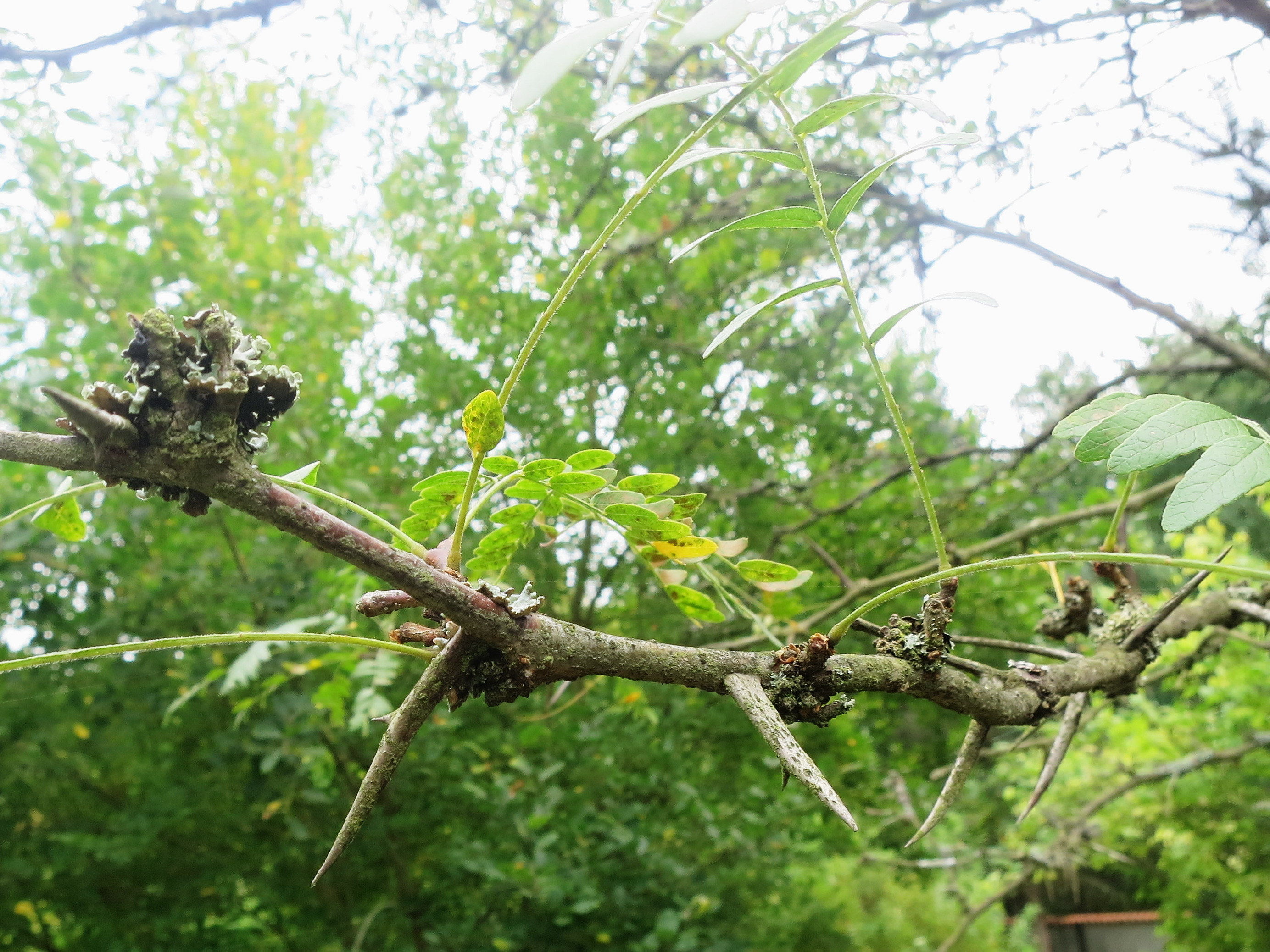
Větev (Přírodovědné muzeum Semenec)
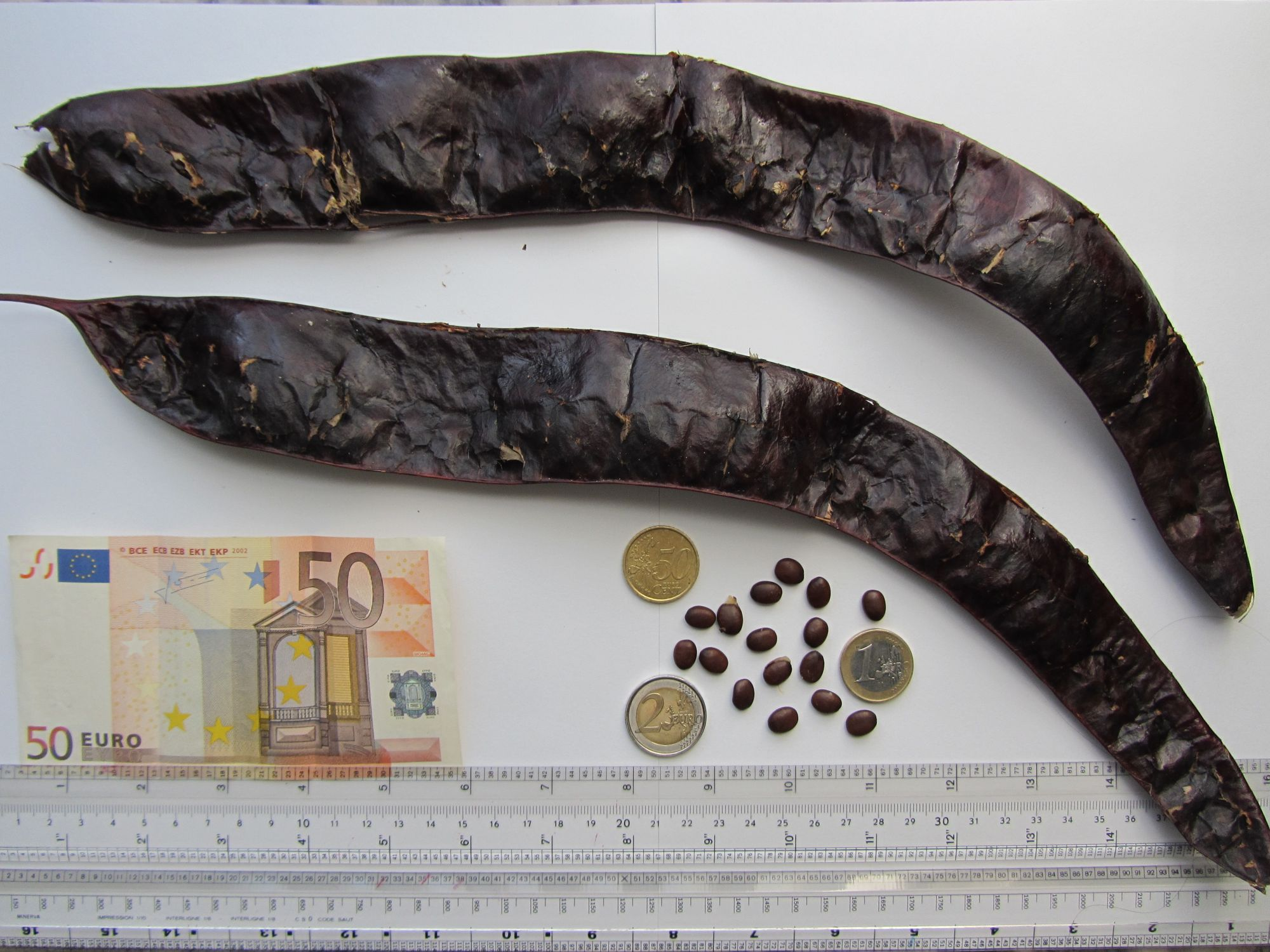
Lusky a semena
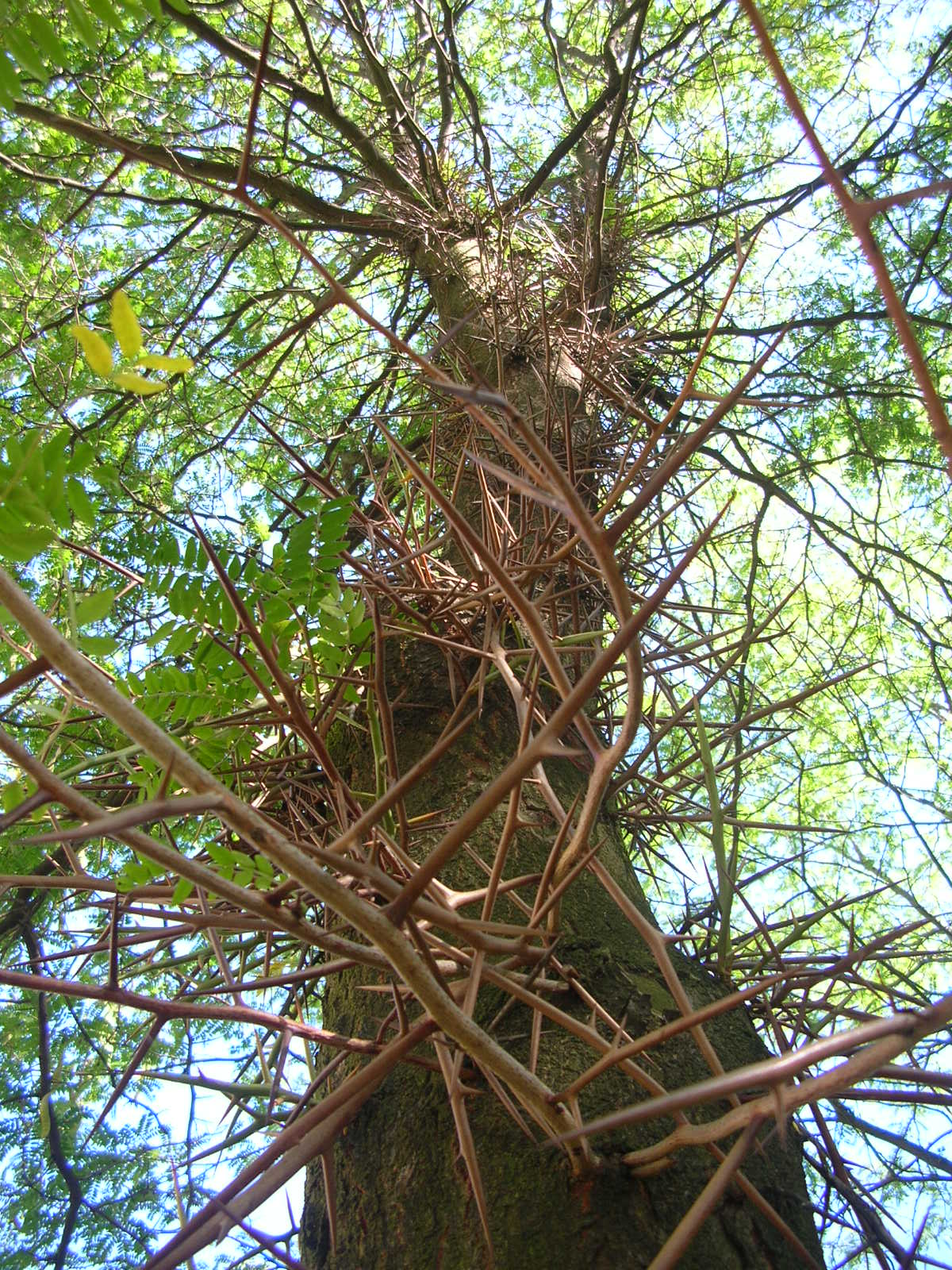
Trny rostoucí z kmene; Polsko
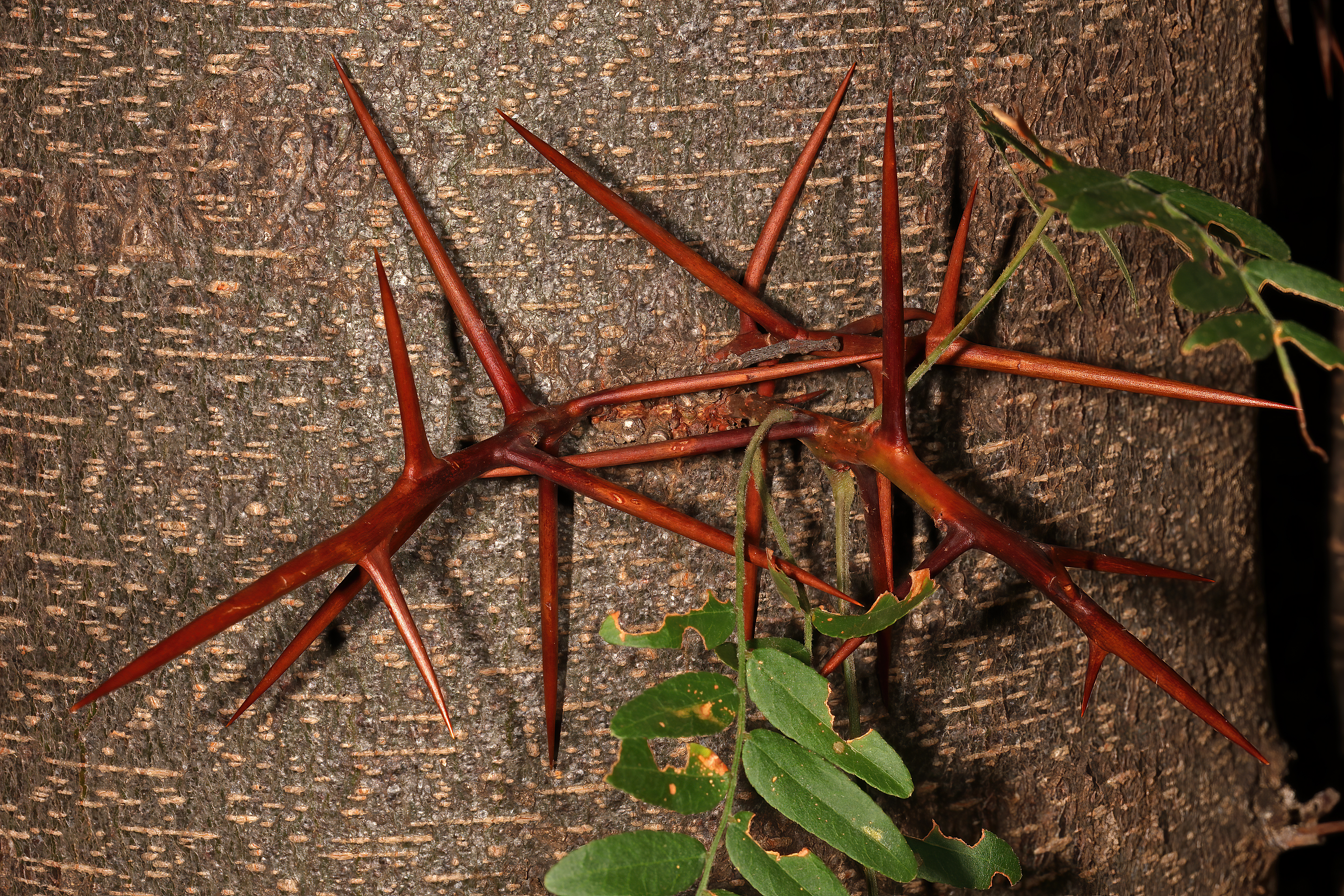
Trny na kmeni v zahradě poblíž Wolmaransstad; Severozápadní provincie, Jižní Afrika
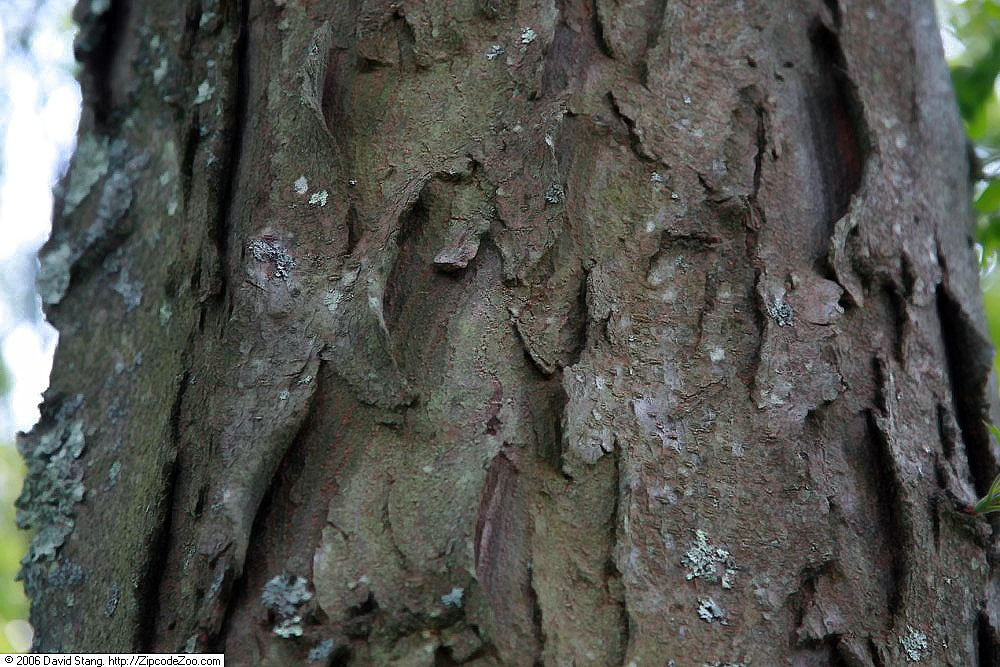
Borka; Státní park, Arboretum Bayarda Cuttinga, New York
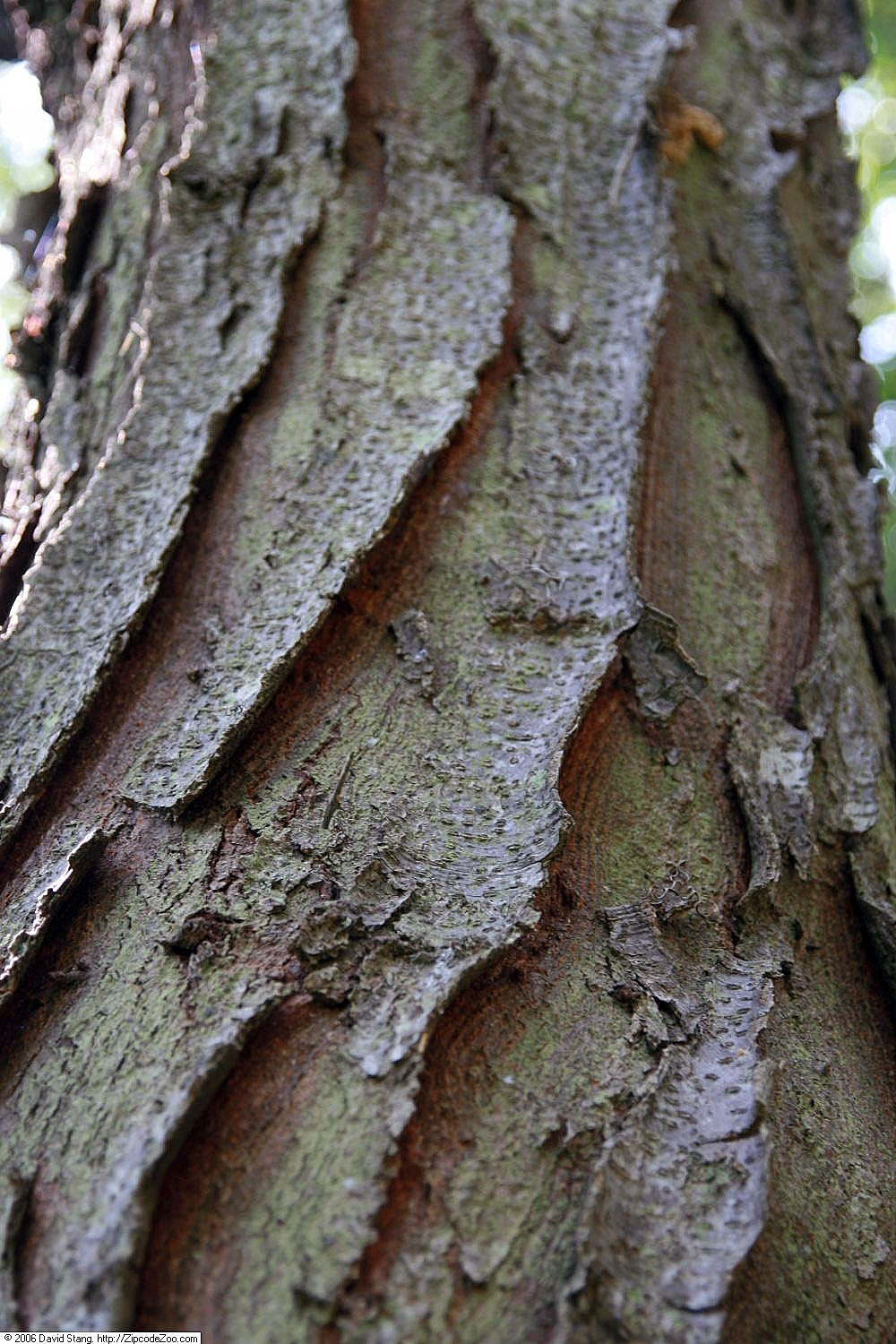
Borka; Státní park, Arboretum Bayarda Cuttinga, New York
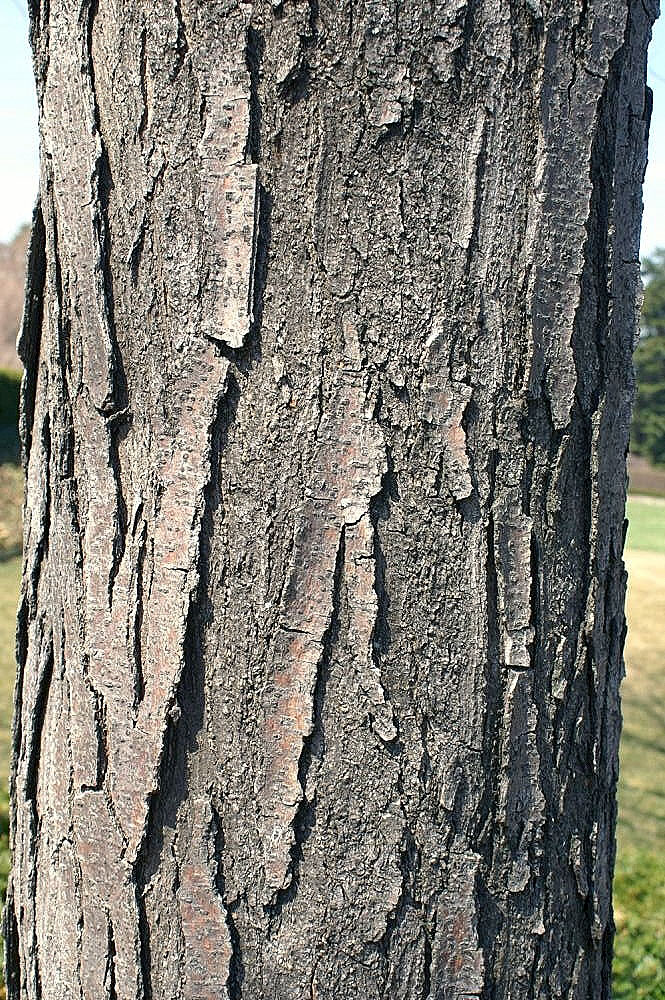
Borka; Newyorská botanická zahrada (NYBG), Bronx
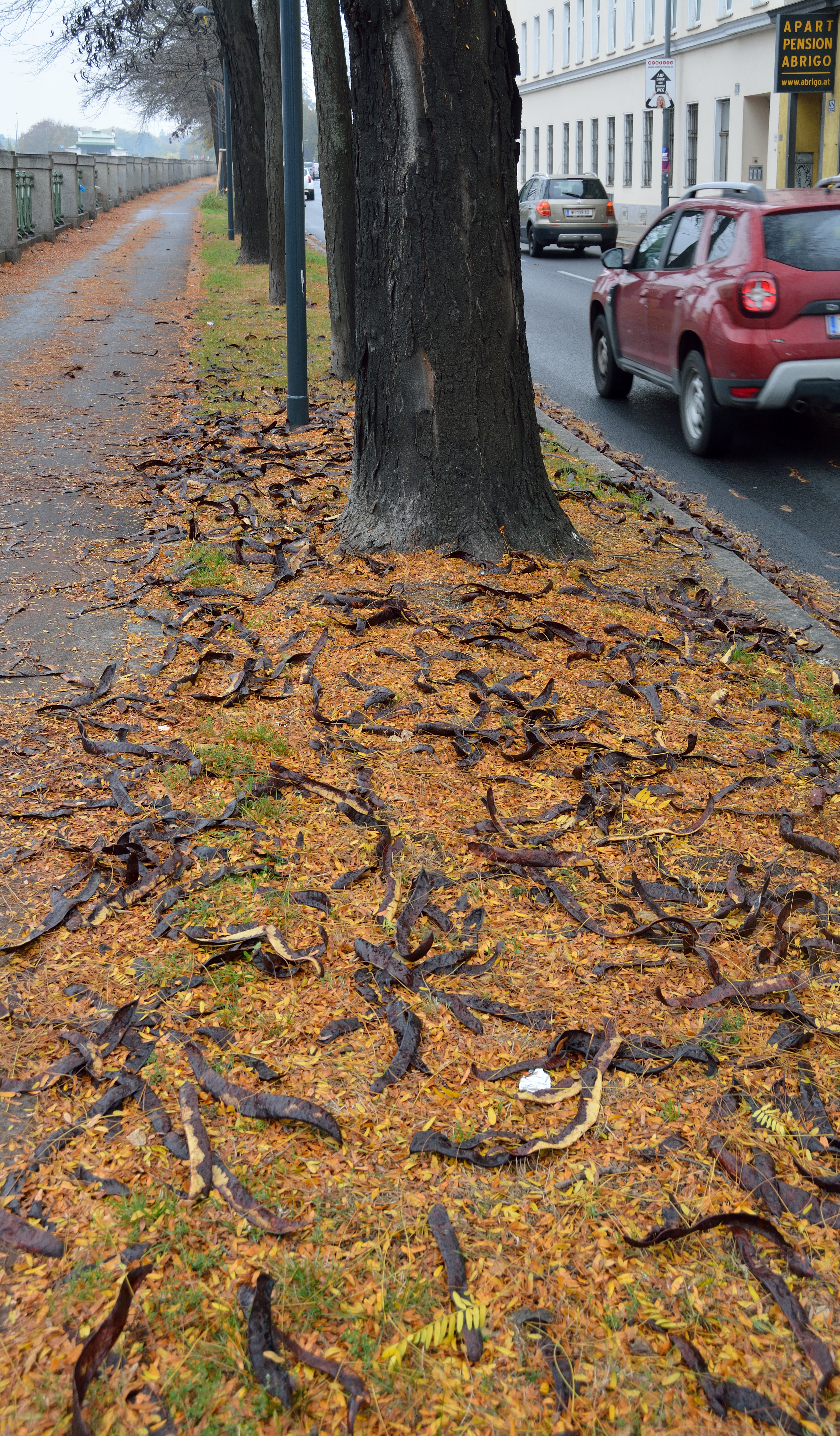
Lusky; Vídeň, Rudolfsheim-Fünfhaus
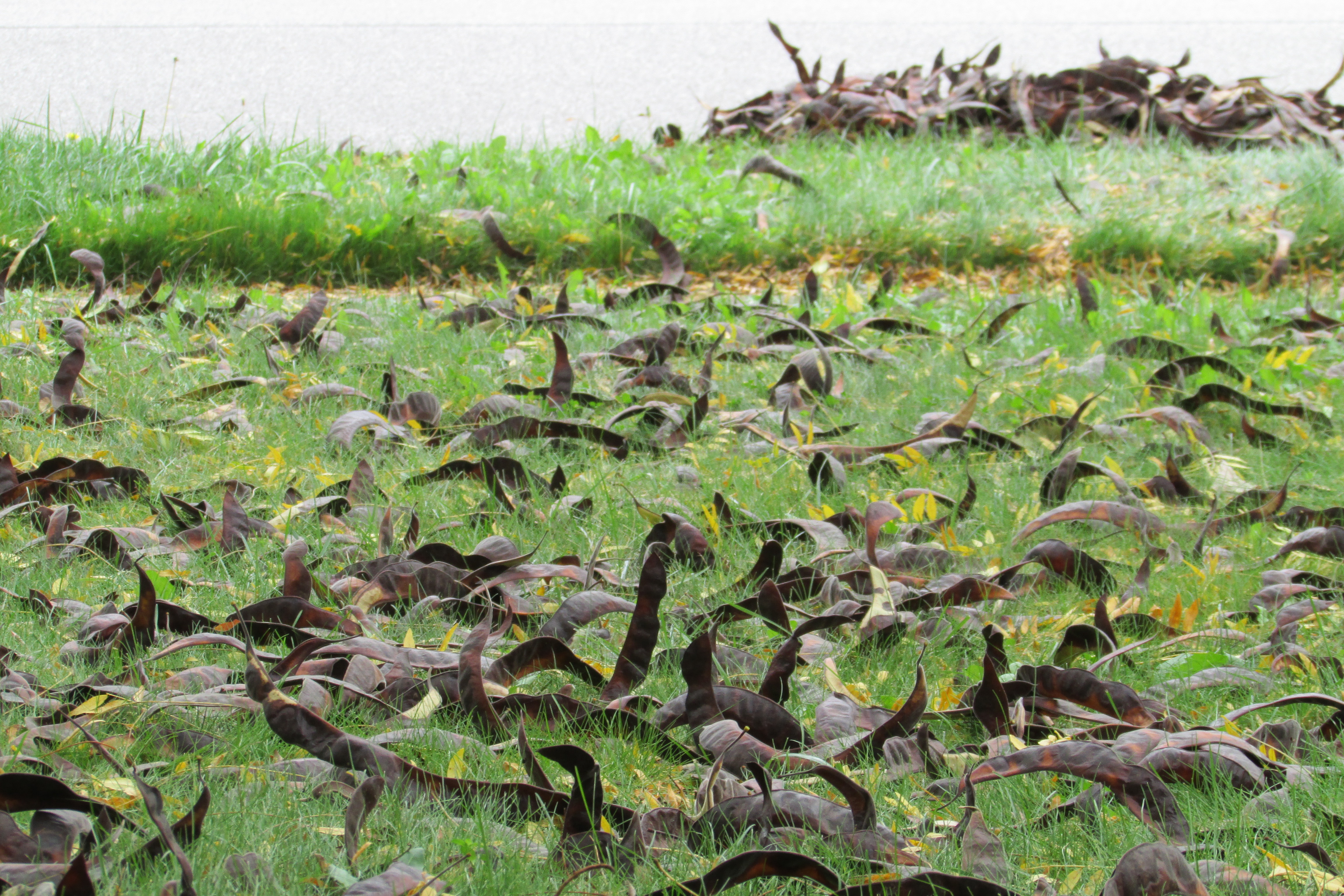
Lusky; Valparaiso, Indiana
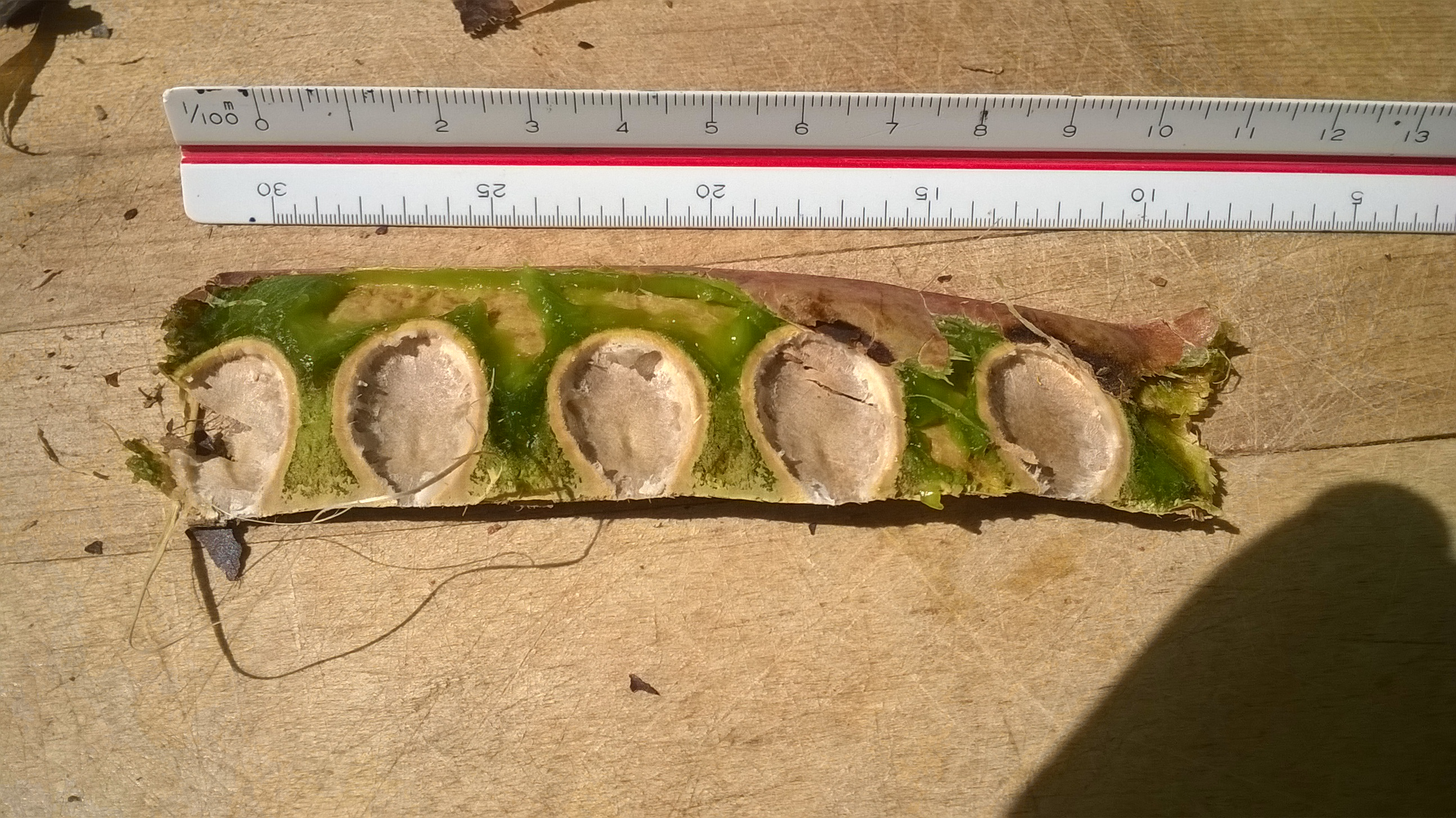
Jedlá zelená dužnina (poněkud nedozrálá) má výraznou sladkou chuť
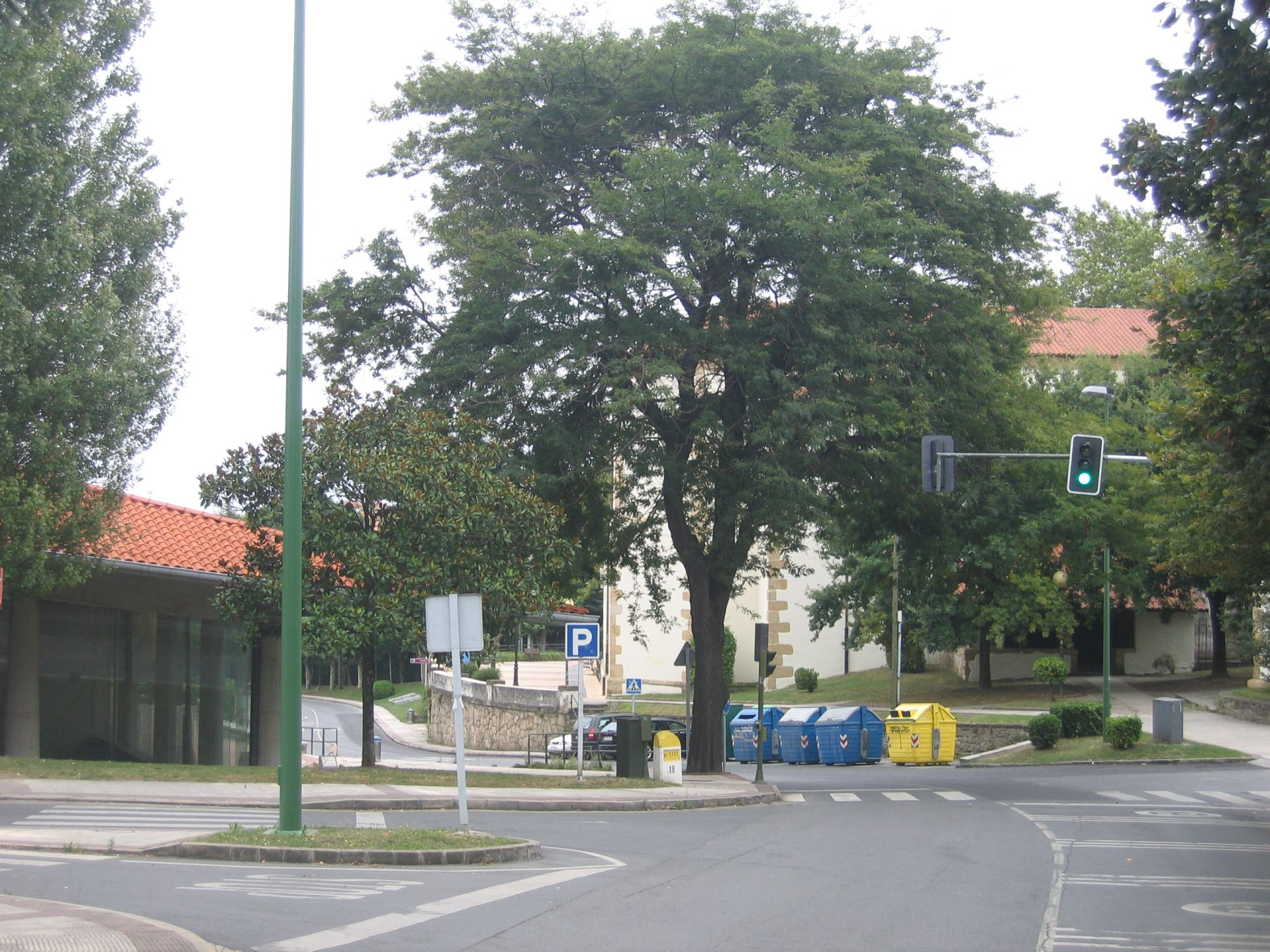
Habitus stromu
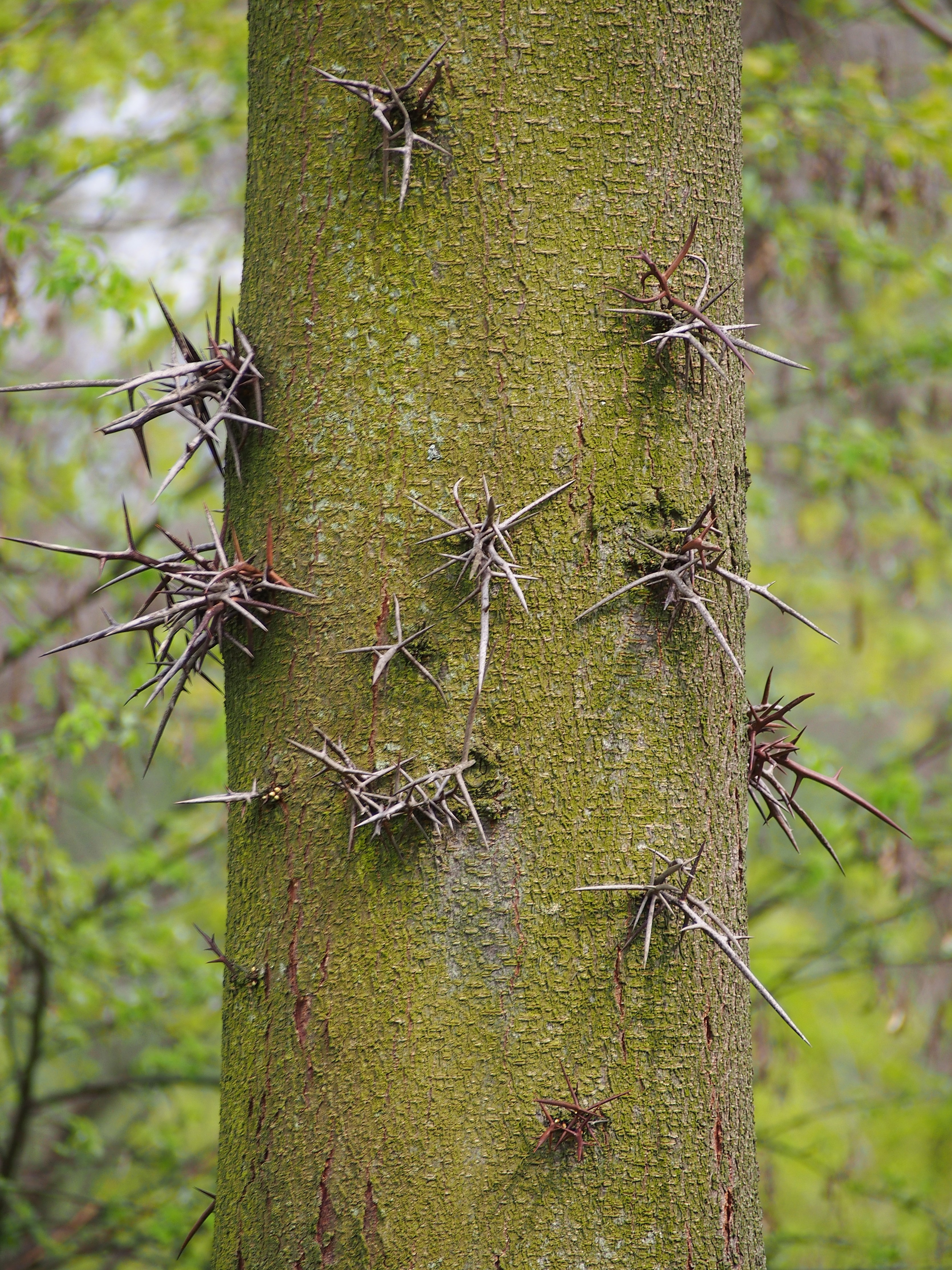
Strom v botanické zahradě Univerzity Vratislav
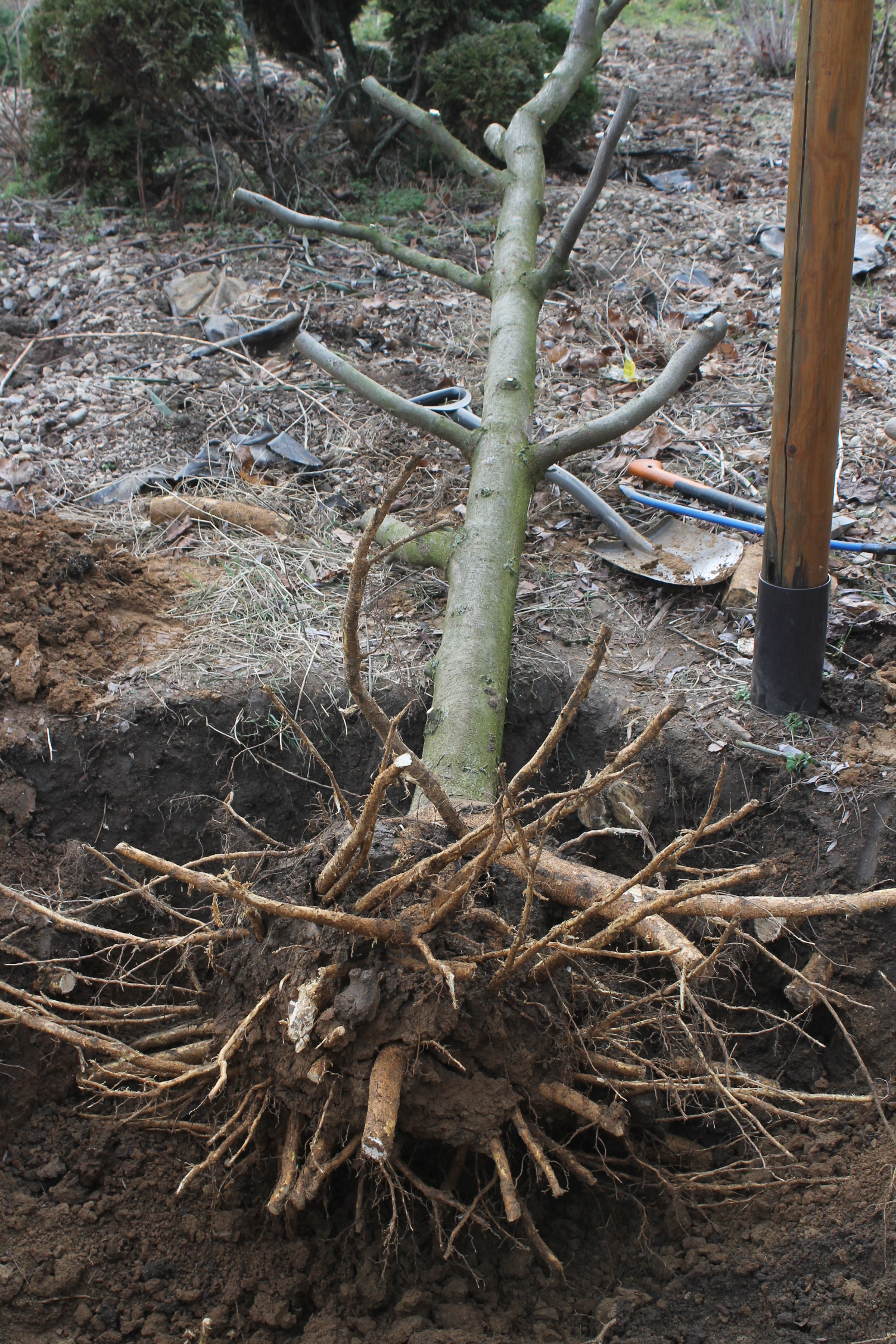
Kořenový systém Gleditsia triacanthos 'Sunburst'; Brno
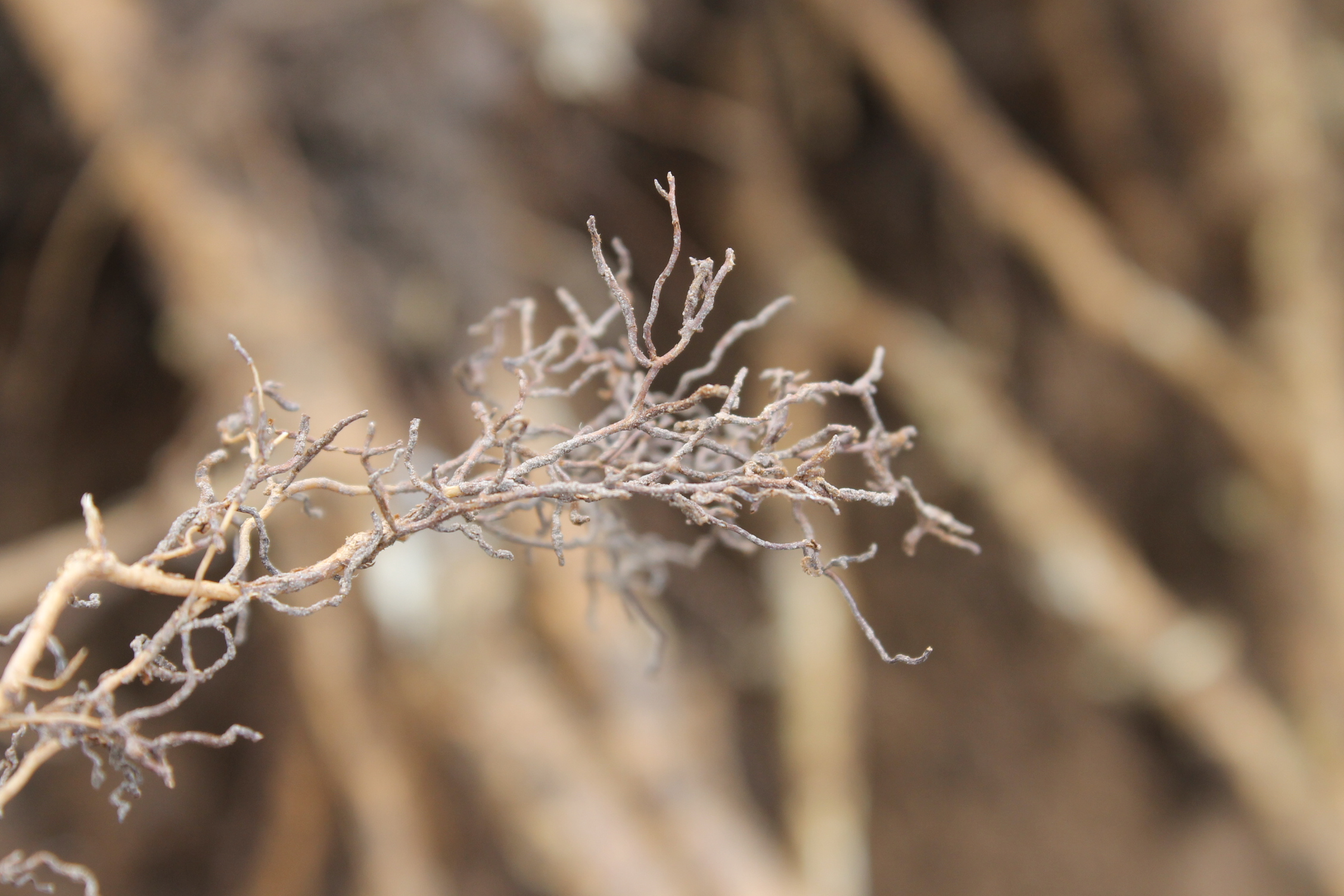
Jemné kořeny Gleditsia triacanthos 'Sunburst'; Brno
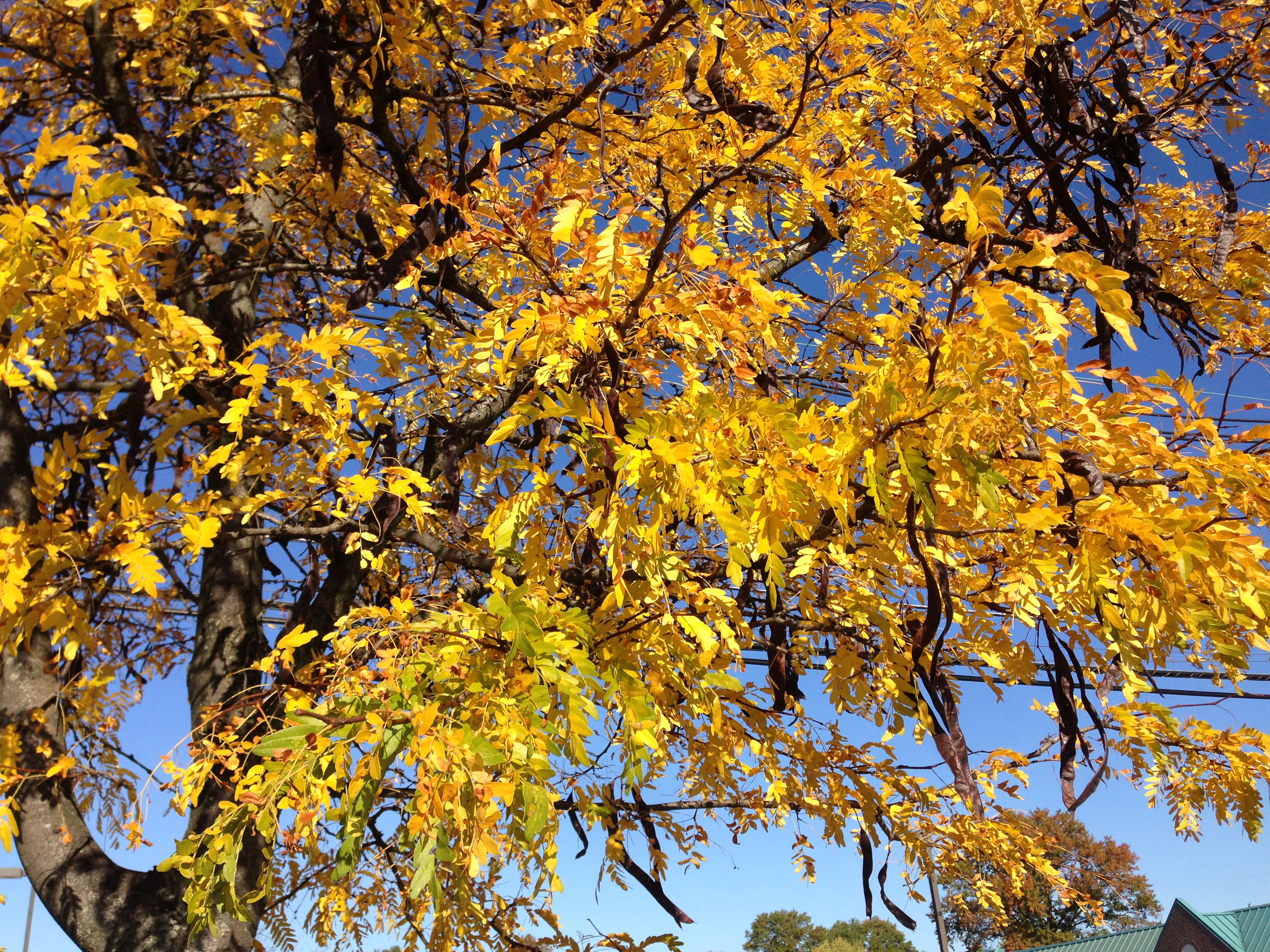
Podzimní zbarvení listů; Farrell Avenue, Ewing, New Jersey
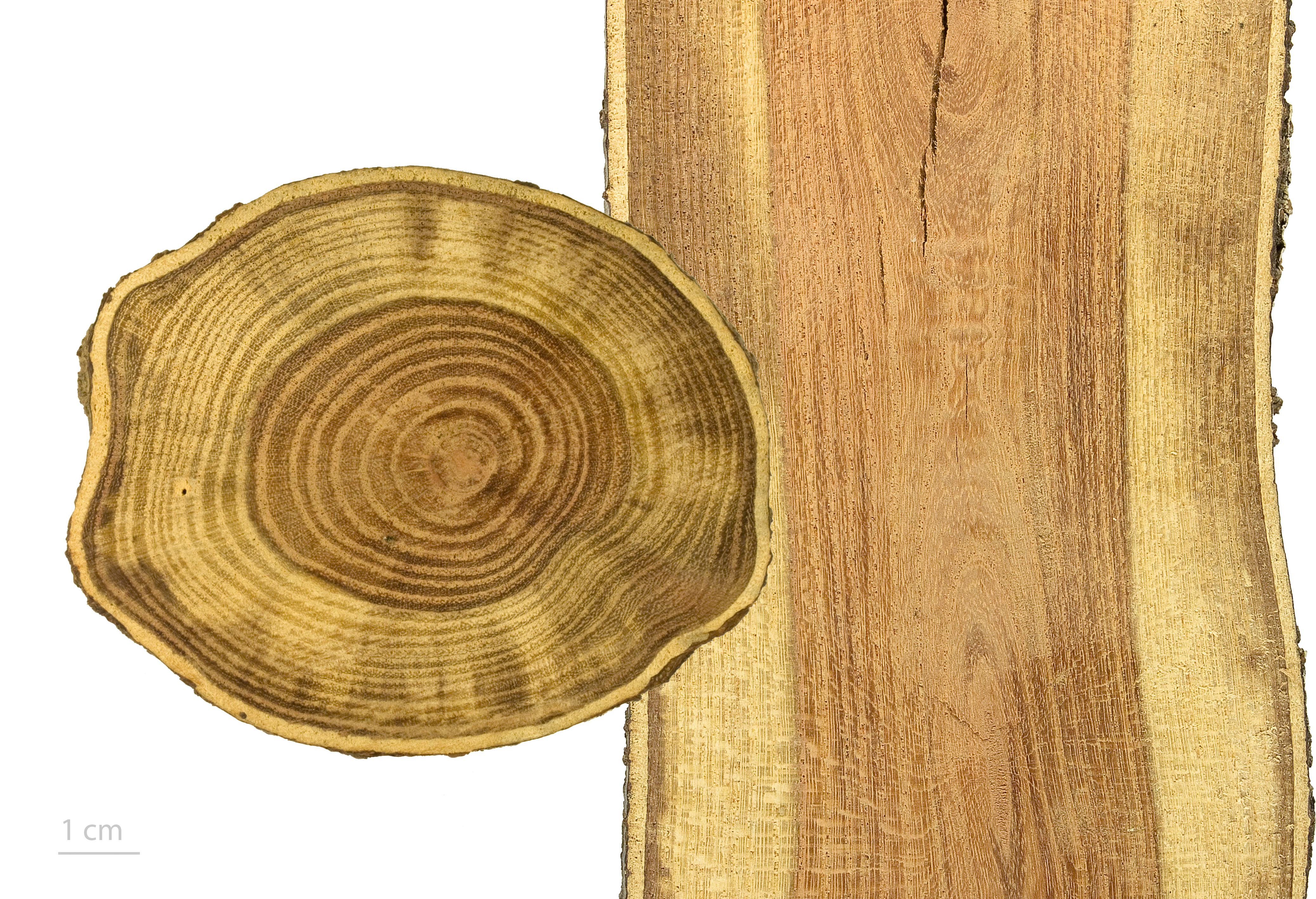
Dřevo dřezovce
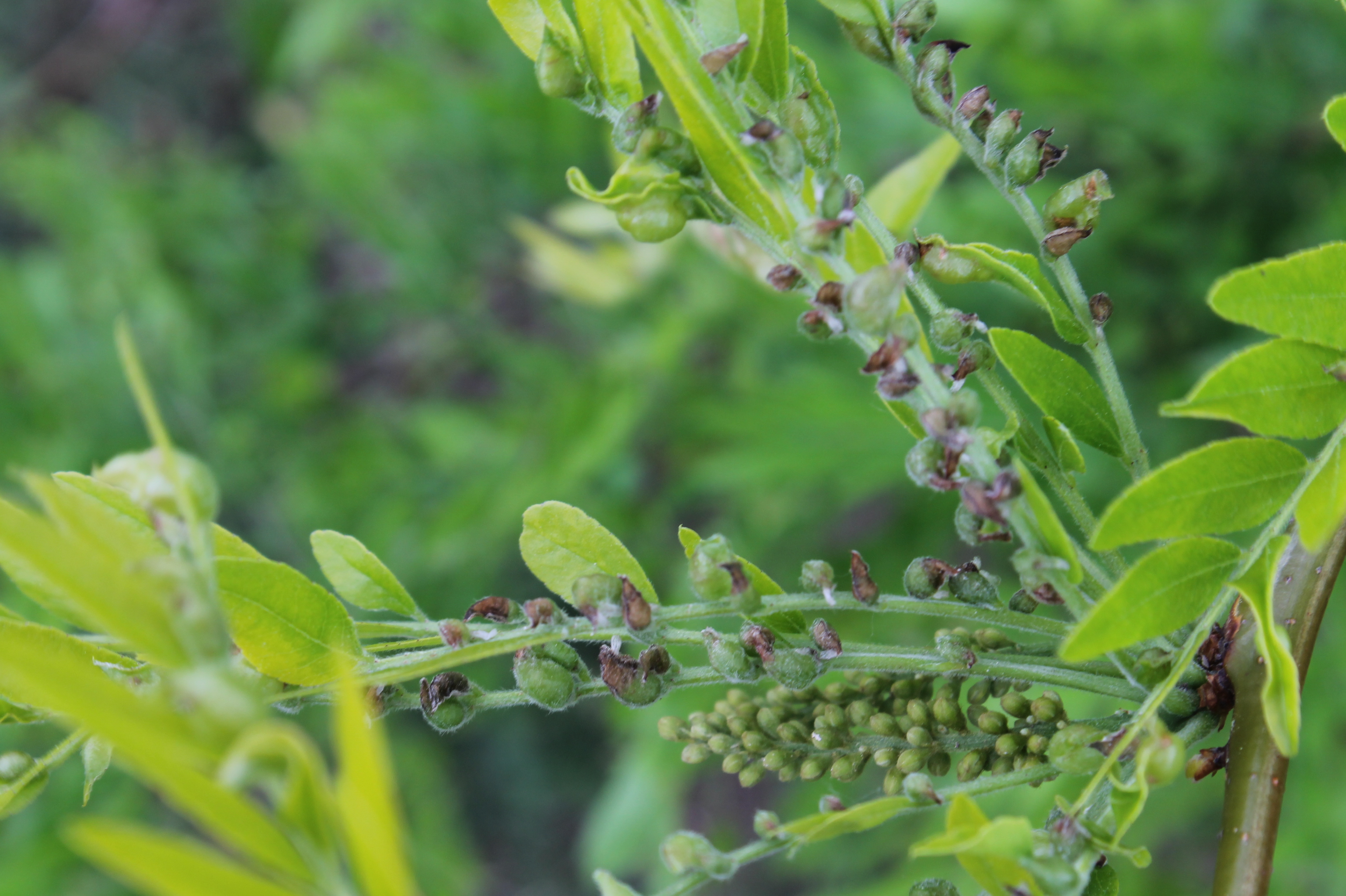
Listy poškozené bejlomorkou dřezovcovou

## Austrálie
Ve státech Queensland, Nový Jižní Wales a Victoria je dřezovec trojtrnný prohlášen za plevelnou rostlinu. Dřevina, které se přezdívá McConnelovo prokletí (McConnel's curse), fazolový strom (bean tree), sladký akát (sweet locust) a trojtrnný akát (three-thorned Acacia), zamořila brisbanské údolí a queenslandskou zemědělskou oblast Darling Downs.
Dřezovec trojtrnný se do Austrálie dostal jako „krmný strom“ v polovině 19. století. Do Nového Jižního Walesu do Camdenu jej přivezl australský botanik a vinař William Macarthur (1800–1882). Dřezovec byl propagován jako pícnina a okrasná rostlina a začal být vysazován a pěstován. V Queenslandu byl vysazen v roce 1907 jako krmivo pro dobytek a v roce 1955 byl poprvé zaznamenán jako škůdce v Cressbrook Creek (Esk Shire). K šíření přispělo, že se dřezovec rychle množil semeny a snadno se přesazoval. V roce 1992 došlo k zamoření na více než 1000 hektarech v Brisbane Valley a jižním Darling Downs v Queenslandu.
Z hlediska zemědělství je dřezovec krátkodobě prospěšný jako krmivo pro dobytek, ovšem dlouhodobé důsledky růstu a šíření jsou kontraproduktivní, protože ničí pastviny tím, že dusí žádoucí druhy trav. Může vytvářet husté houštiny, zejména podél vodních toků, což brání hospodářským zvířatům v přístupu k vodě. Z hlediska původního ekosystému omezuje a vytlačuje původní vegetaci. Vytvářením husté monokultury omezuje stanoviště původní fauny a poskytuje útočiště zavlečeným druhům, jako jsou lišky, kočky a králíci. Kromě toho ostré ostny mohou zraňovat původní divokou zvěř. Dlouhé silné trny mohou způsobovat vážná zranění, příp. infekci lidem a hospodářským zvířatům. Mohou také poškozovat pneumatiky vozidel a omezovat pohyb vozidla v blízkosti zamoření dřezovcem. Ostny jsou zraňující i poté, když dřezovec uhyne.
Rostlina se šíří semeny nebo odnožemi. Semena se šíří ve zvířecím trusu a tekoucími vodami, do kterých padají lusky.

## Mezitaxonové vztahy
Spásačem jsou čtyři druhy brouků, tři z čeledi tesaříkovití (Stenopterus flavicornis, Chlorophorus sartor, Penichroa fasciata) a zrnokaz skvrnitý (Callosobruchus maculatus) z čeledi zrnokazovití.

## Národní a lidové názvy druhu
Do národních i lidových jmen se promítá vědecké jméno Gleditsia triacanthos a dále například pojmy akát, Kristova trnová koruna, med, nektar, pichlavost, rohovník, trn, trnovník a také země původu.
- afrikánsky: amerikaanse driedoring, soetpeulboom
- anglicky: honey locust (honeylocust, honey-locust, honey-chuck, honey shucks locust, sweet bean locust, thorny honeylocust, thorny locust, three-thorned acacia)
- česky: dřezovec trojtrnný
- finsky: Lännenkolmioka, kolmioka
- francouzsky: Févier d’Amérique (lidově févier épineux, févier à trois épines, févier à trois pointes, carouge à miel, acacia à trois épines, épine du Christ; v provensálštině l’arbre aux escargots, šnečí strom)
- nizozemsky: valse christusdoorn (Amerikaanse gleditsia, Amerikaanse christusdoorn)
- chorvatsky: američka gledičija, (američki trnovac, trošiljkasti trnovac, judin trn, lažni rogač)
- italsky: spino di Giuda
- litevsky: tridyglė gledičija
- maďarsky: tövises lepényfa (krisztusfa, krisztustövis)
- německy: Amerikanische Gleditschie, Dreidornige Gleditschie, Honigdorn, Lederhülsenbaum, Falscher Christusdorn
- polsky: glediczja trójcierniowa, iglicznia trójcierniowa
- portugalsky: espinheiro-da-Virgínia
- rusky: гледи́чия трёхколю́чковая (gledíčija trёchkoljúčkovaja), гледичия обыкнове́нная (gledičija obyknovénnaja)
- slovensky: gledíčia trojtŕňová
- srbsky: tрновац (trnovac), гледичија (gledičija)
- španělsky: acacia de tres espinas, gleditsia de tres espinas, „acacia“ negra, „acacia“ , „algarrobo“ de miel
- švédsky: korstörne
- ukrajinsky: гледичія терниста (hledičija ternista), гледичія колюча (hledičija koljuča)